# カタール航空
カタール航空（カタールこうくう、アラビア語: الخطوط الجوية القطرية; al-khuṭūṭ al-jawwīya al-qaṭarīya, 英語: Qatar Airways）は、カタールの国営航空会社でカタールのフラッグ・キャリア。航空連合「ワンワールド」に加盟しており、アラブ航空会社機構の一員でもある。

## 概要
カタールの首都ドーハのハマド国際空港をハブ空港とし、乗り継ぎ需要を取り込む戦略をとっている。イギリスのスカイトラックス社による航空会社の格付けでは、「ザ・ワールド・ファイブ・スター・エアラインズ（The World's 5-Star Airlines）」の認定を得ている。
航空券の座席予約システム（CRS）は、アマデウスITグループが運営するアマデウスを利用している。

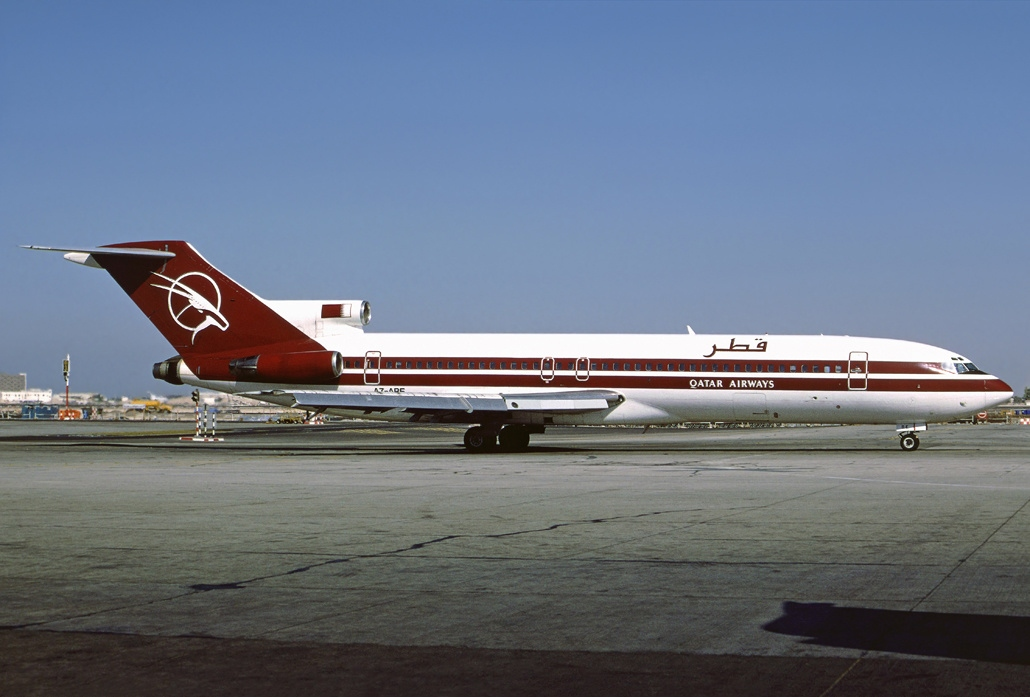
ボーイング727-200Adv

## 歴史

### 設立前のカタールの航空会社
1974年から、 カタール、 オマーン、 アラブ首長国連邦のアブダビ州、バーレーン王国とともに、ガルフエアを合同フラッグキャリアとして共同運営していた。カタール航空設立後も共同運営に参画していたが、2002年に撤退した。なお、オマーンもオマーン航空、アブダビもエティハド航空を設立して共同運営から撤退しており、現在、ガルフエアはバーレーンのフラッグキャリアになっている。

### 設立
- 1993年11月22日、カタール政府によって設立された[3]。
- 1994年1月20日、2機のエアバスA310を使用して、ドーハ-アンマン線で運航を開始した[4]。
- 1995年、全日本空輸（ANA）の中古機のボーイング747型機2機をボーイング社から購入し[5][6]、1996年にモーリシャス航空から中古のボーイング747SPを導入、1997年に中古のエアバスA300-600R型機を2機導入するなど、急速に規模を拡大した[7]。
- 1997年4月、元々王族の一族が所有者であったが、CEOのアクバル・アル＝バーキル[注釈 1] (أكبر الباكر; ’akbar al-bāker, Akbar Al Baker) 率いる株式会社となった。株の50％はカタール政府が保有し、残り半分は民間投資家が保有する。
- 2001年、世界最大の旅客機エアバスA380を導入した。導入は9社目[8]。
- 2002年5月、カタールはカタール航空の発展に注力するため、ガルフエアの経営から撤退。
- 2003年6月、ドーハ-バスラ線を就航した。イラクへの国際線を再開した最初の航空会社となった[9]。
- 2003年6月、初の貨物機として、貨物機に改造したエアバスA300-600R型機を導入[10]。
- 2003年6月のパリ航空ショーで、エアバスA321型機2機、エアバスA330型機14機、エアバスA340-600型機2機を51億米ドルで発注した[11][12]。
- 2007年は大規模な機材発注を行った。6月のパリ航空ショーでは、エアバスA350型機80機、ボーイング787型機30機など、合計160億ドルにも及ぶ大規模機材発注を行った[13][14][15]。11月には、ボーイング787-8型機30機の追加発注に加え、ボーイング777-300ER、ボーイング777-200LR、ボーイング777Fをオプション発注した。この受注総額は135億米ドルでした。
- 2007年に行われたドバイ航空ショーにおいて、カタール石油、シェル石油、エアバス、ロールス・ロイス、カタール・サイエンス&テクノロジー・パークの5社と提携し、天然ガス由来液体燃料を開発することを決定した[16]。実際、2009年10月12日、天然ガスを燃料に使用した商業旅客飛行を、世界で初めて達成した。
- 2009年には、初のオセアニア地域路線となる、オーストラリアのメルボルン線に就航した[17]。
- 2010年5月18日、ボーイング777Fを就航させ、ドーハからアムステルダムに飛行した。
- 2012年10月8日、ワンワールド加盟を発表し、2013年10月30日、 ワンワールドに加盟した[18]。ワンワールド特別塗装をまとったボーイング777-300ER（機体番号：A7-BAA）のお披露目も行なわれた[19]。
- 2012年11月12日、ボーイング787を導入した。787導入は世界で7番目で、中東の航空会社では初。当初、787はドーハ-ドバイ線に使用された[20]。
- 2013年6月、ボーイング777-300ER型機を確定2機、オプション7機発注し[21]、ドバイ航空ショーの2013年11月17日には、ボーイング777-9X型機50機を発注した。
- 2014年5月、ロンドン/ヒースロー路線で、全席ビジネスクラスのエアバスA319LR型機の運航を開始[22][23]。
- 2014年5月27日の発着便から、ドーハの発着空港をドーハ国際空港からハマド国際空港に移転した[24][25][26]。
- 2014年9月17日、世界最大の旅客機であるエアバスA380を受領し、ロンドン/ヒースロー線に投入[27]。
- 2014年12月22日、エアバスA350-900を受領し、2015年1月15日からドーハ-フランクフルト線で運航を開始した[28][29]。
- 2017年2月5日よりドーハ - オークランド線を就航[30]。17時間30分の世界最長フライトとなる。
- 2017年6月5日、一部のイスラム諸国（サウジアラビア、アラブ首長国連邦・バーレーン・エジプト・イエメン・モルディブなど）がカタールと国交断絶を表明したこと（カタール外交危機）により、対象国との運航便は運航停止され運休扱いとなったほか、サウジアラビア・エジプト・バーレーン・アラブ首長国連邦に関しては領空通過も禁止された。このため、北アフリカ向けの便については、イランやトルコ上空から地中海上空に、またサブサハラアフリカ向けの便については、オマーン上空からアデン湾上空に抜けるなど、アラビア半島を大きく迂回する形で飛行するようになっている。
- 2018年12月、同じワンワールドメンバーのカンタス航空、アメリカン航空がカタール航空に対して「敵対的なビジネス慣行」に関与しているとして、2019年2月にはワンワールド撤退を示唆した[31]。
- 2019年4月30日、バンコクからの到着便をもって、エアバスA340-600型機が退役した。
- 2021年1月、クウェートとアメリカ合衆国の仲介によりカタール外交危機が終焉を迎えた。この外交危機による運休及び領空通過禁止措置は順次終了、運航再開している[32][33]。
- 2023年7月、ブリスベン、メルボルン、パース、シドニー線を増便する計画が、オーストラリア政府によって阻止された。同じワンワールドに加盟するカンタス航空が「市場を歪める」と主張して反対していたこともあり、カンタス航空との不仲が表面化した。
- 2023年10月、高速な機内インターネットを提供するため、スターリンクとの提携を発表した[34]。
- 2025年2月、ヴァージン・オーストラリア・ホールディングスの株式25%を取得した。あわせて、ヴァージンオーストラリア航空がカタール航空機をウェットリースするという形で、ドーハ-オーストラリア路線を拡大した。オーストラリアでの提携相手を、ワンワールドパートナーのカンタス航空に選ばなかったことは大きく話題を呼び、一層カンタス航空との不仲がささやかれている[35]。

## 機材
同社が発注したボーイング社製の航空機の顧客番号（カスタマーコード）はDZで、航空機の形式名はB777-2DZLR、B777-3DZERなどとなる。

### 備考

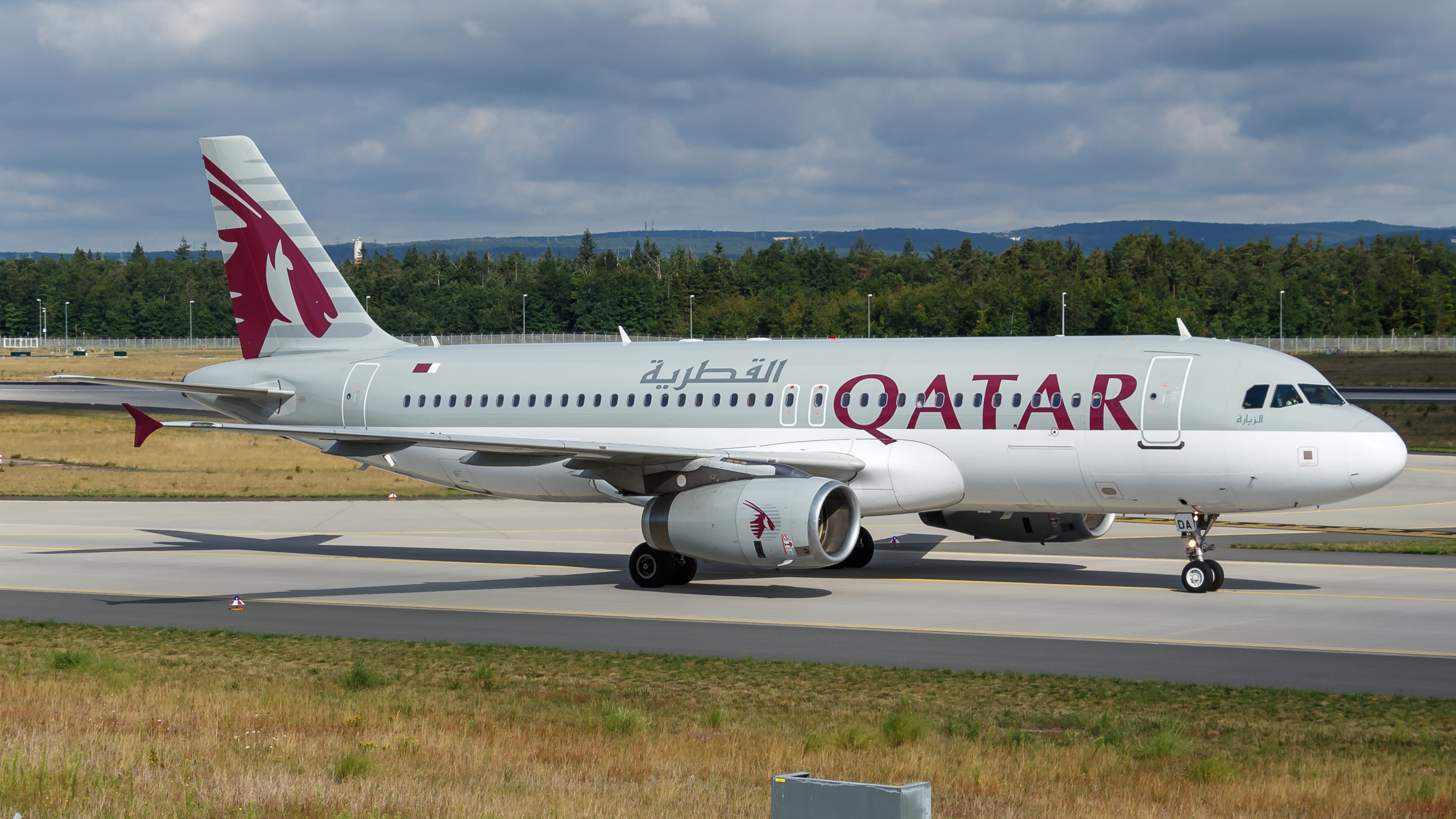
エアバスA350 XWBのローンチカスタマーで-900型 / -1000型を発注。2014年12月に最初の1機を受領。2015年1月15日からドーハ - フランクフルト線に就航させた[36]。
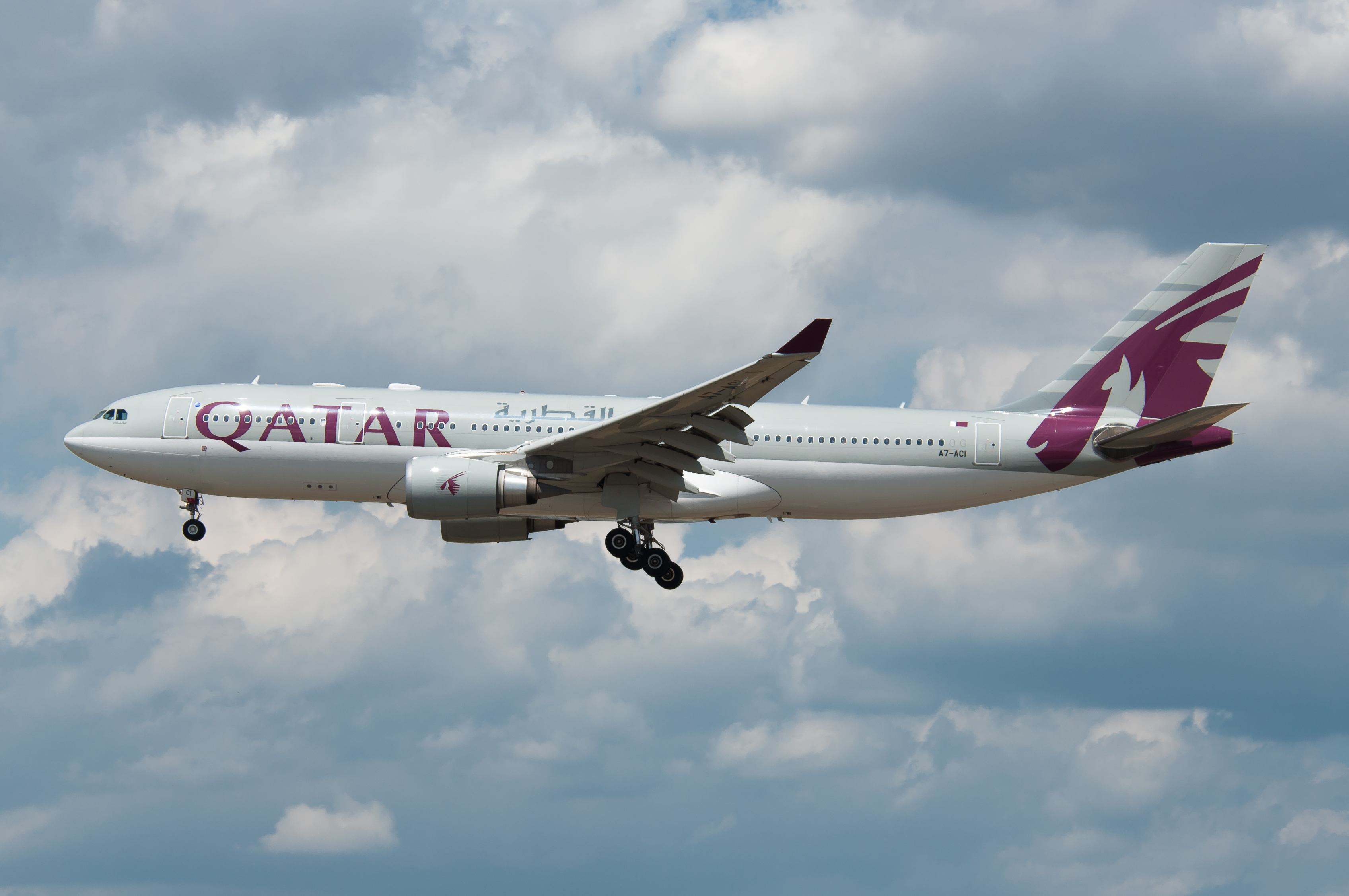
しかし、2021年8月にカタール航空当局の指示により、保有するA350のうち13機（-900型: 11機 / -1000型: 2機）の塗装の劣化が判明したため飛行停止措置を取り、代替機としてA350導入により整備保管していたA330を運用に復帰させる形で対応した[37]。
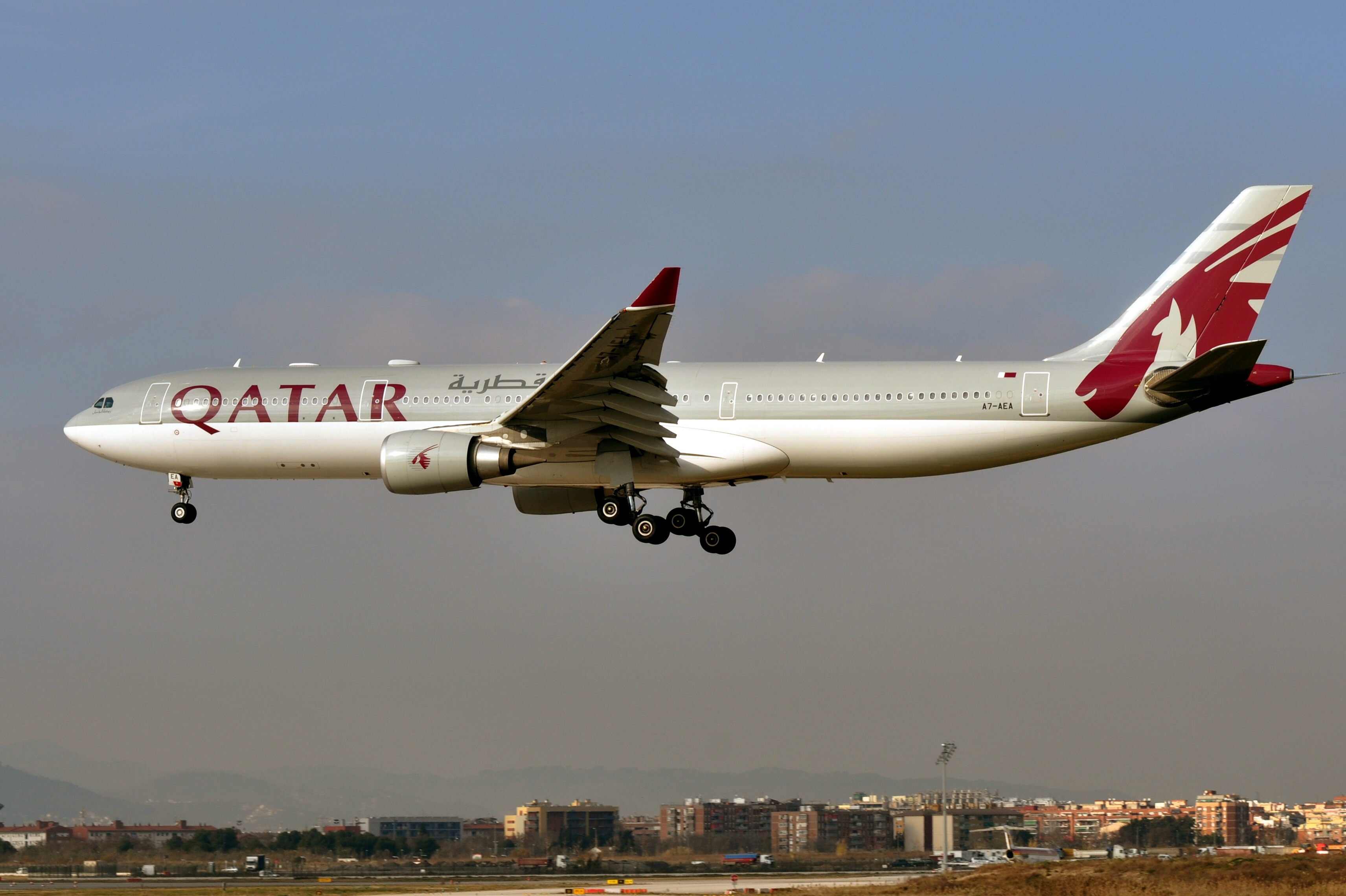
当初はエアバスA321neo型機を50機発注していたが、上記のA350塗装剥離問題からエアバス社とカタール航空の対立が激しくなり、エアバス側からオーダーをキャンセルされた[38]。その後19機発注されていたA350-1000型機に関してもオーダーキャンセルとなった[39]。
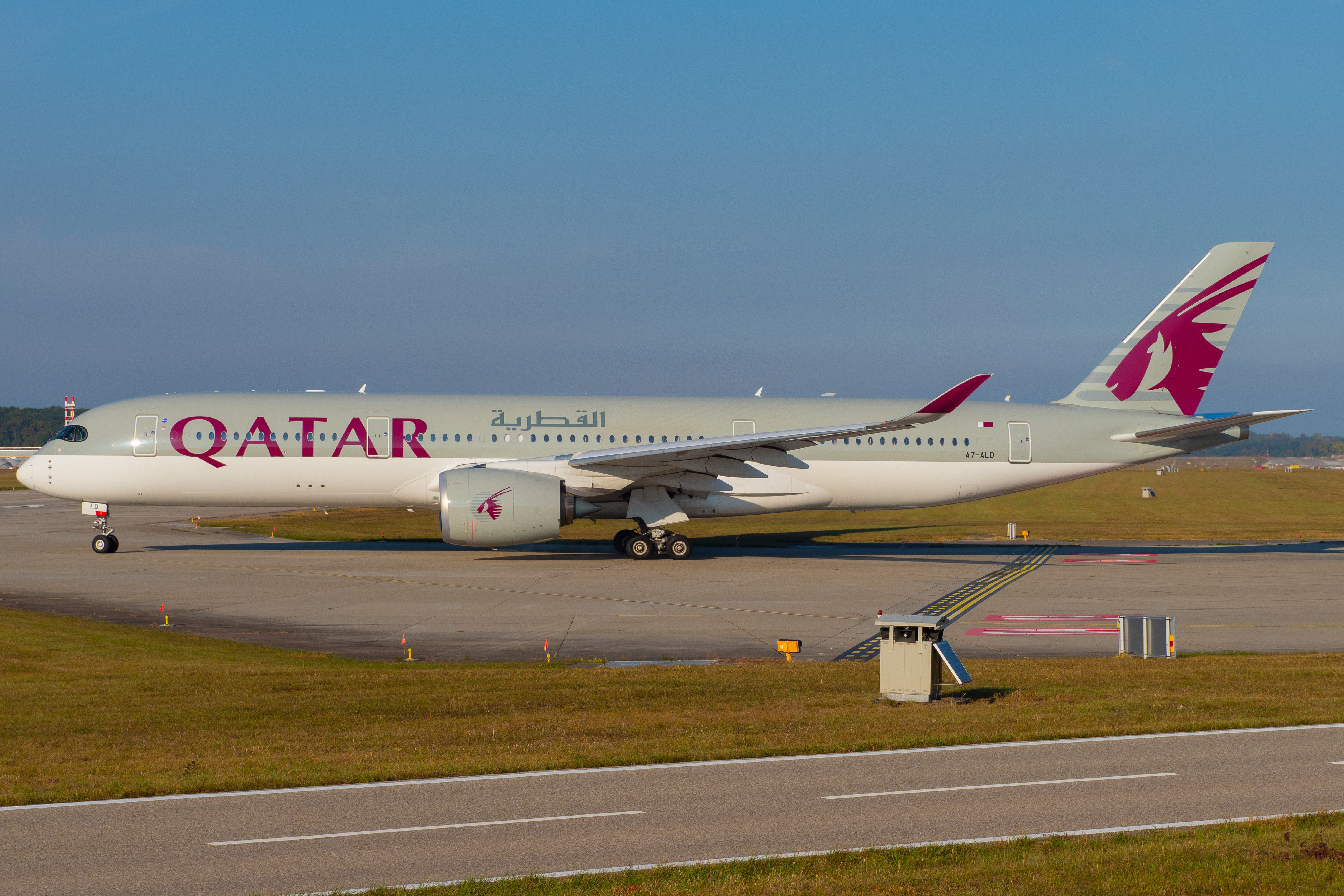
事実上エアバス社との関係が破綻して「出入り禁止」状態となったカタール航空はA321neoの代替機材としてボーイング737-10 MAX[40]の導入を予定していた。
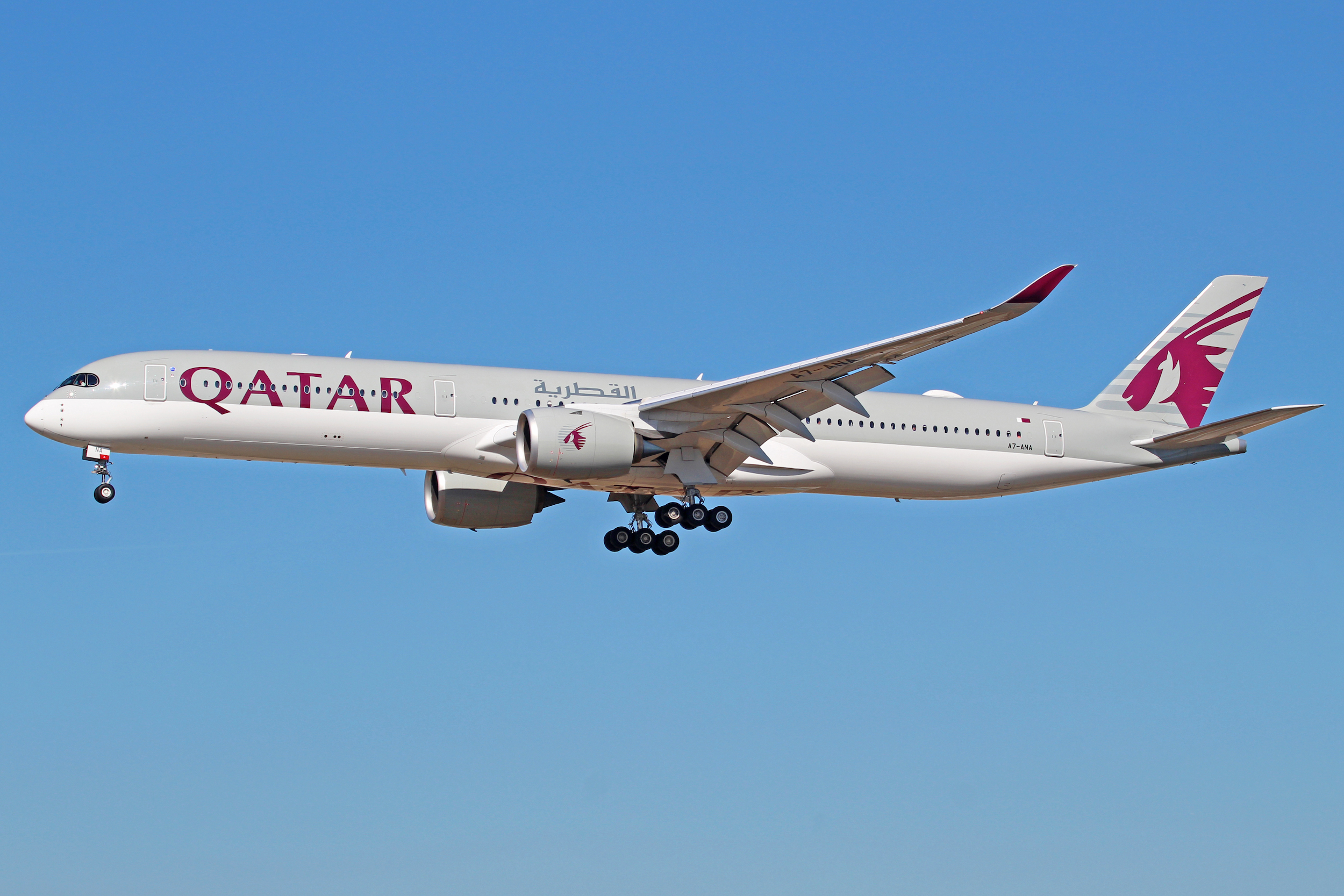
エアバスとは2023年2月に和解し、改めてA321neo及びA350の購入契約を締結しており、同年5月より納入が再開されている[41]。一方737-10の発注はキャンセルされた[42]。
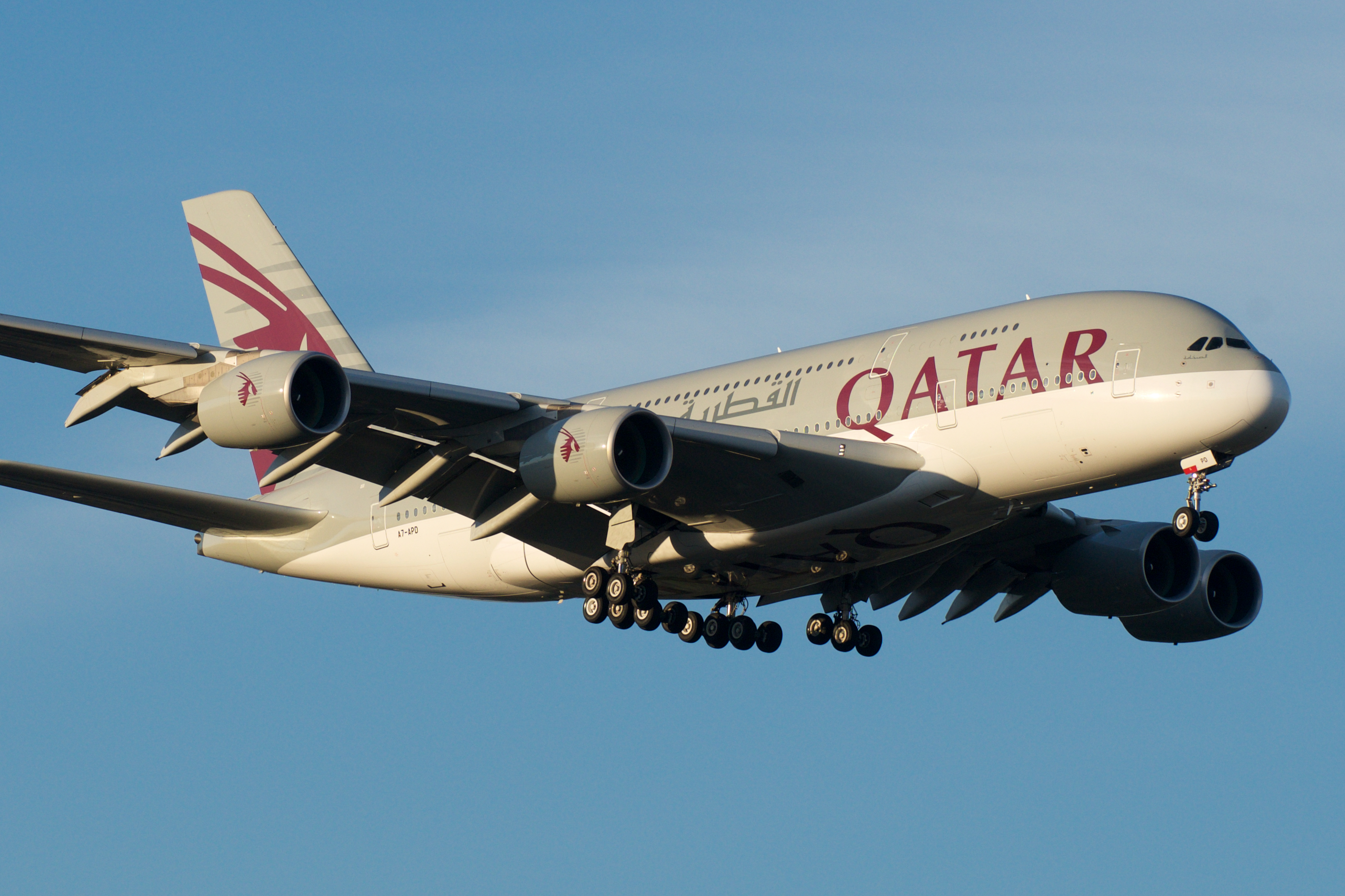
エアバスA380-800
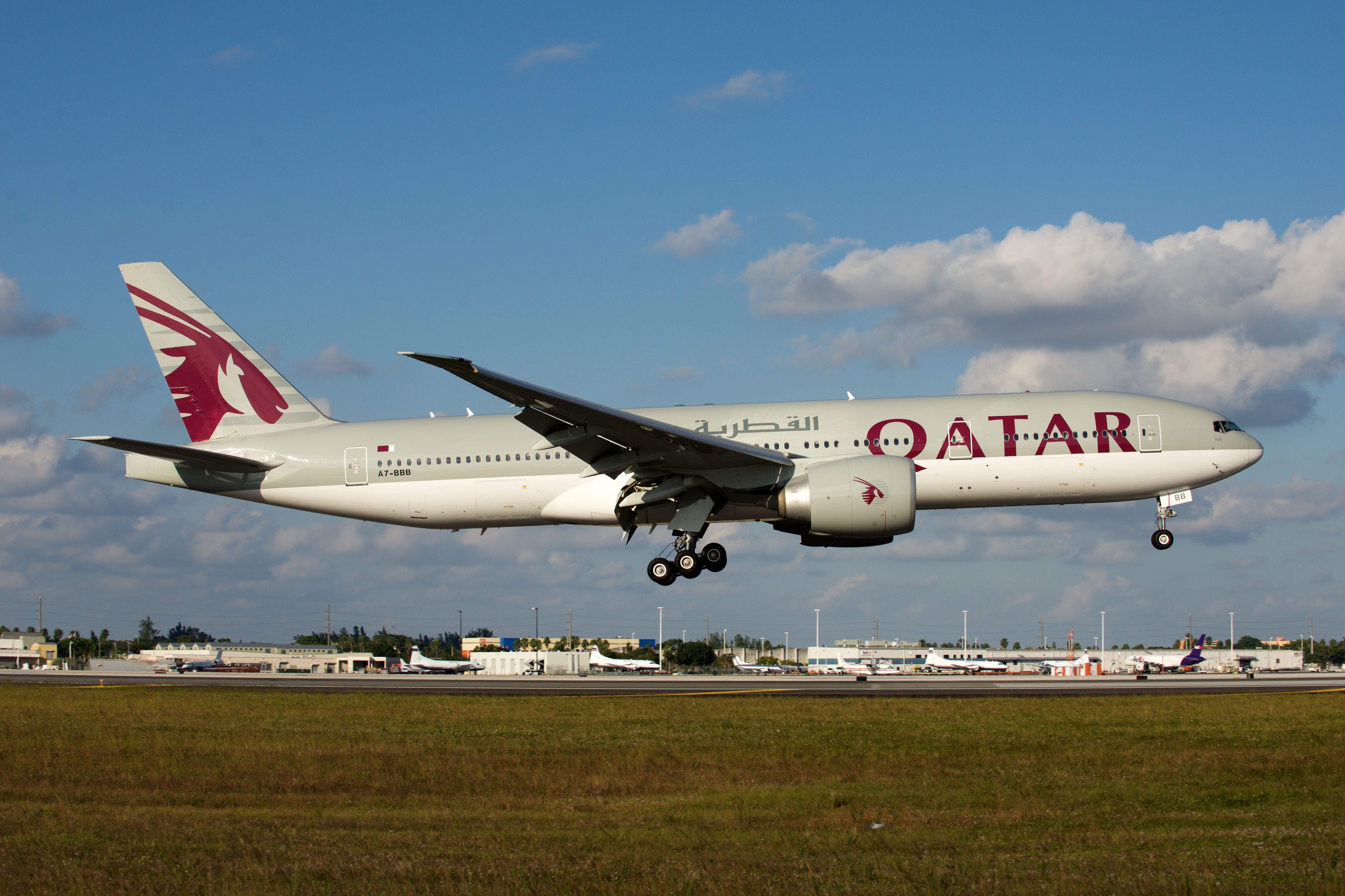
ボーイング777-200LR
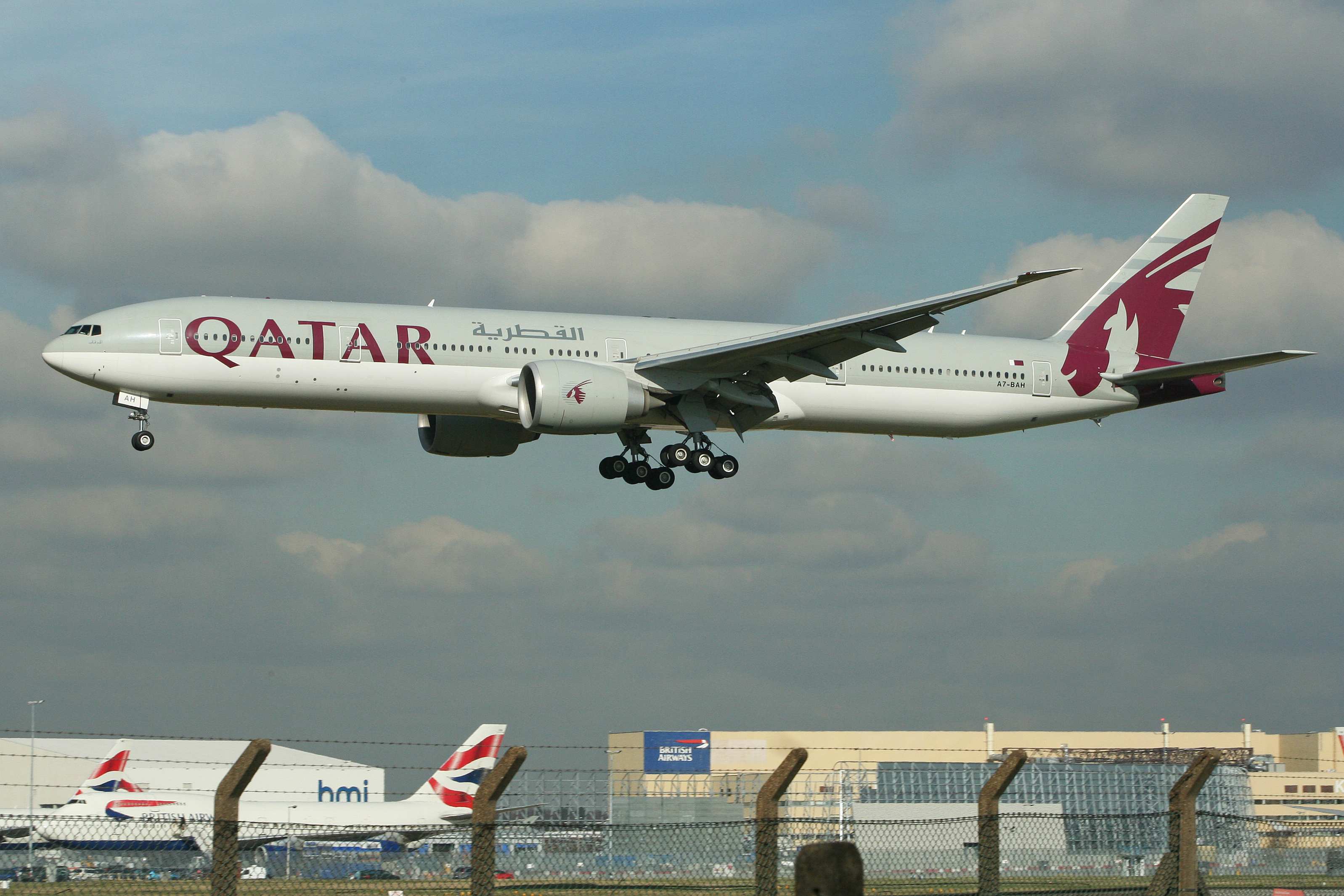
ボーイング777-300ER
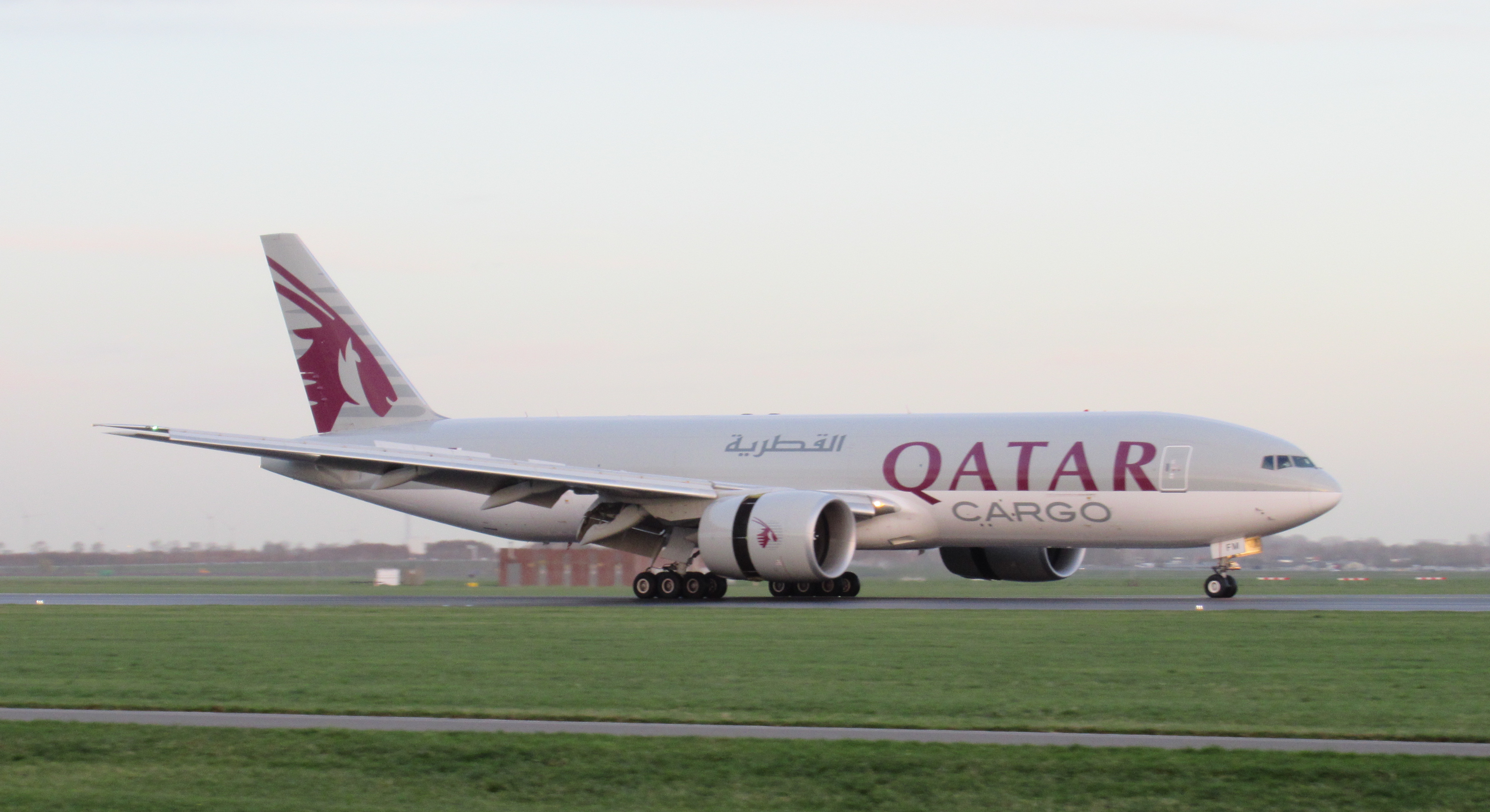
ボーイング777F
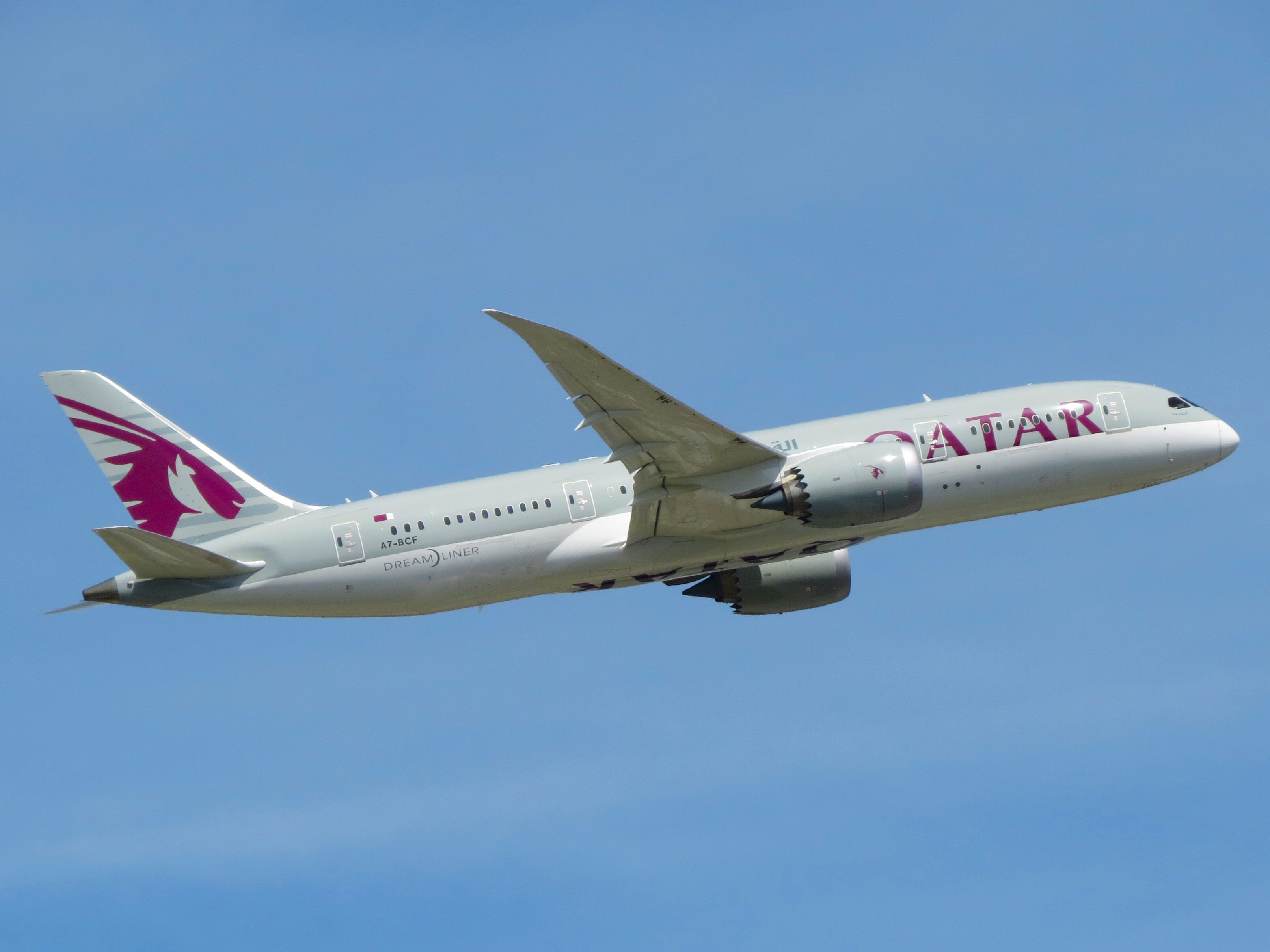
ボーイング787-8
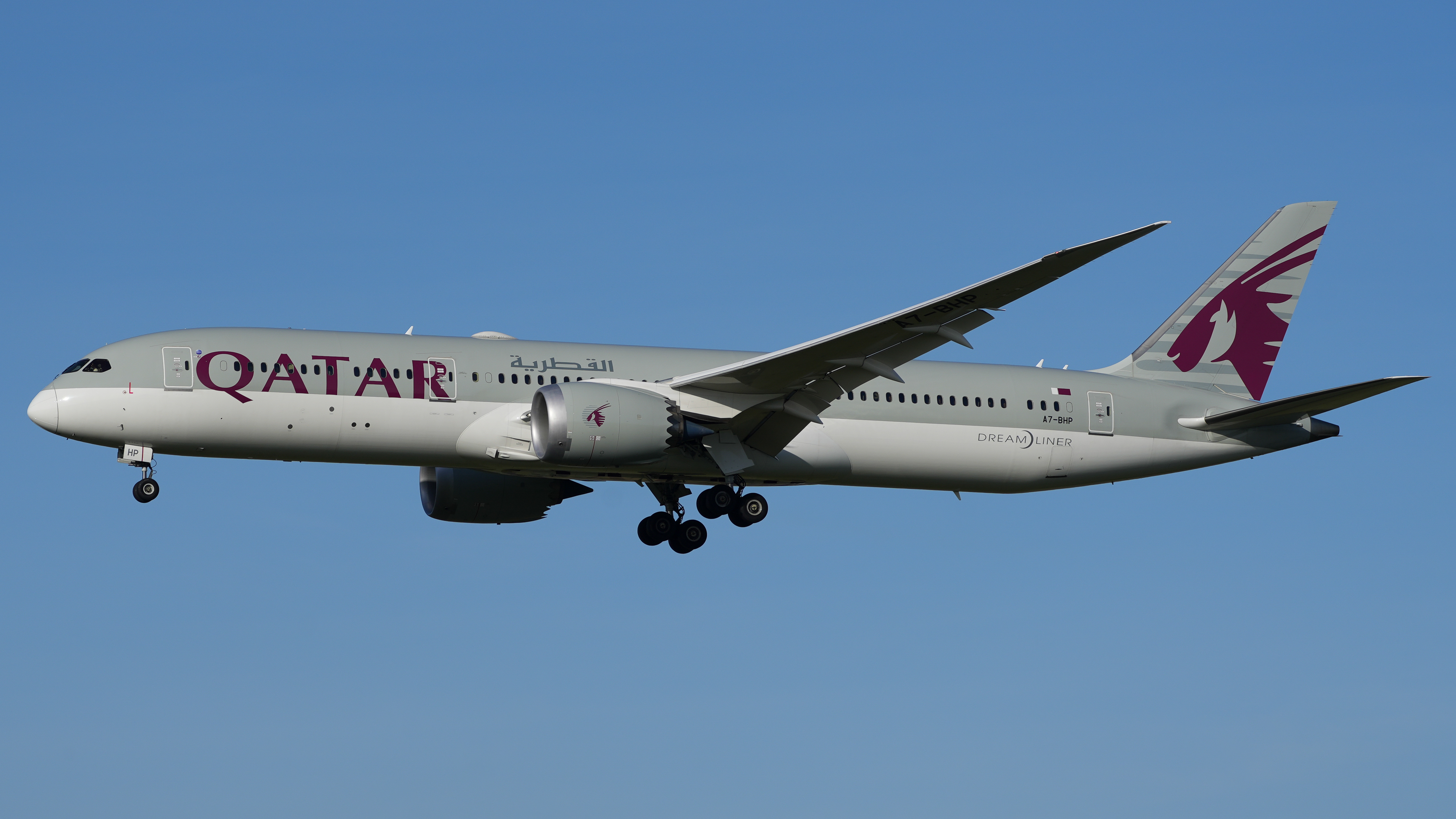
ボーイング787-9

### 現在の運用機材
カタール航空の機材は以下の航空機で構成される。
| 機種                           | 運用数 | 発注数 | 座席数 | 座席数 | 座席数 | 座席数 | 備考                                      |
| 機種                           | 運用数 | 発注数 | F      | C      | Y      | 計     | 備考                                      |
| ------------------------------ | ------ | ------ | ------ | ------ | ------ | ------ | ----------------------------------------- |
| エアバスA320-200               | 27     | -      | -      | 12     | 120    | 132    | A321neoに置き換え予定                     |
| エアバスA320-200               | 27     | -      | -      | 12     | 132    | 144    | A321neoに置き換え予定                     |
| エアバスA321neo                | -      | 40     | 未定   | 未定   | 未定   | 未定   | 2026年より受領予定 A320を置き換え予定     |
| エアバスA321LR                 | -      | 10     | 未定   | 未定   | 未定   | 未定   | 2026年より受領予定 A320を置き換え予定     |
| エアバスA330-200               | 6      | -      | -      | 24     | 236    | 260    |                                           |
| エアバスA330-200               | 6      | -      | -      | 30     | 196    | 226    |                                           |
| エアバスA330-300               | 10     | -      | -      | 30     | 275    | 305    |                                           |
| エアバスA330-300               | 10     | -      | -      | 24     | 265    | 289    |                                           |
| エアバスA350-900               | 34     | -      | -      | 36     | 247    | 283    | ローンチカスタマー                        |
| エアバスA350-1000              | 24     | 18     | -      | 46     | 281    | 327    | ローンチカスタマー 世界最大のオペレーター |
| エアバスA350-1000              | 24     | 18     | -      | 24     | 371    | 395    | ローンチカスタマー 世界最大のオペレーター |
| エアバスA380-800               | 8      | -      | 8      | 48     | 461    | 527    |                                           |
| ボーイング737-8 MAX            | 9      | -      | -      | 8      | 168    | 176    | うち6機はIndiGoへリース中                 |
| ボーイング777-200LR            | 7      | -      | -      | 42     | 217    | 259    |                                           |
| ボーイング777-200LR            | 7      | -      | -      | 42     | 230    | 272    |                                           |
| ボーイング777-300ER            | 57     | -      | 6      | 53     | 235    | 294    | キャセイパシフィック航空からの中古機      |
| ボーイング777-300ER            | 57     | -      | -      | 37     | 302    | 339    | ヴァージン・オーストラリアからの中古機    |
| ボーイング777-300ER            | 57     | -      | -      | 42     | 312    | 354    |                                           |
| ボーイング777-300ER            | 57     | -      | -      | 42     | 316    | 358    |                                           |
| ボーイング777-300ER            | 57     | -      | -      | 24     | 388    | 412    |                                           |
| ボーイング777-9                | -      | 90     | 未定   | 未定   | 未定   | 未定   | 50機のオプション付き 2026年より納入予定   |
| ボーイング787-8                | 32     | -      | -      | 22     | 232    | 254    | 777Xを含め50機のオプション付き            |
| ボーイング787-8                | 32     | -      | -      | 18     | 249    | 267    | 777Xを含め50機のオプション付き            |
| ボーイング787-9                | 23     | 62     | -      | 30     | 281    | 311    | 777Xを含め50機のオプション付き            |
| ボーイング787-10               | -      | 75     | 未定   | 未定   | 未定   | 未定   | 777Xを含め50機のオプション付き            |
| カタール航空カーゴ             |        |        |        |        |        |        |                                           |
| ボーイング777F                 | 28     | -      | 貨物   | 貨物   | 貨物   | 貨物   |                                           |
| ボーイング777-200LR(MF)        | -      | 5      | 貨物   | 貨物   | 貨物   | 貨物   | ローンチカスタマー                        |
| ボーイング777-8F               | -      | 34     | 貨物   | 貨物   | 貨物   | 貨物   | ローンチカスタマー 16機のオプション付き   |
| カタール・エグゼクティブ       |        |        |        |        |        |        |                                           |
| エアバスA319-100ACJ            | 2      | -      | VIP    | VIP    | VIP    | VIP    |                                           |
| ボンバルディア グローバル 5000 | 2      | -      | VIP    | VIP    | VIP    | VIP    |                                           |
| ガルフストリーム G650ER        | 15     | -      | VIP    | VIP    | VIP    | VIP    |                                           |
| ガルフストリーム G700          | 6      | -      | VIP    | VIP    | VIP    | VIP    |                                           |
| 計                             | 290    | 334    |        |        |        |        |                                           |

- エアバスA320-200
- エアバスA330-200
- エアバスA330-300
- エアバスA350-900
- エアバスA350-1000
- エアバスA380-800
- ボーイング777-200LR
- ボーイング777-300ER
- ボーイング777F
- ボーイング787-8
- ボーイング787-9

### 過去の運用機材

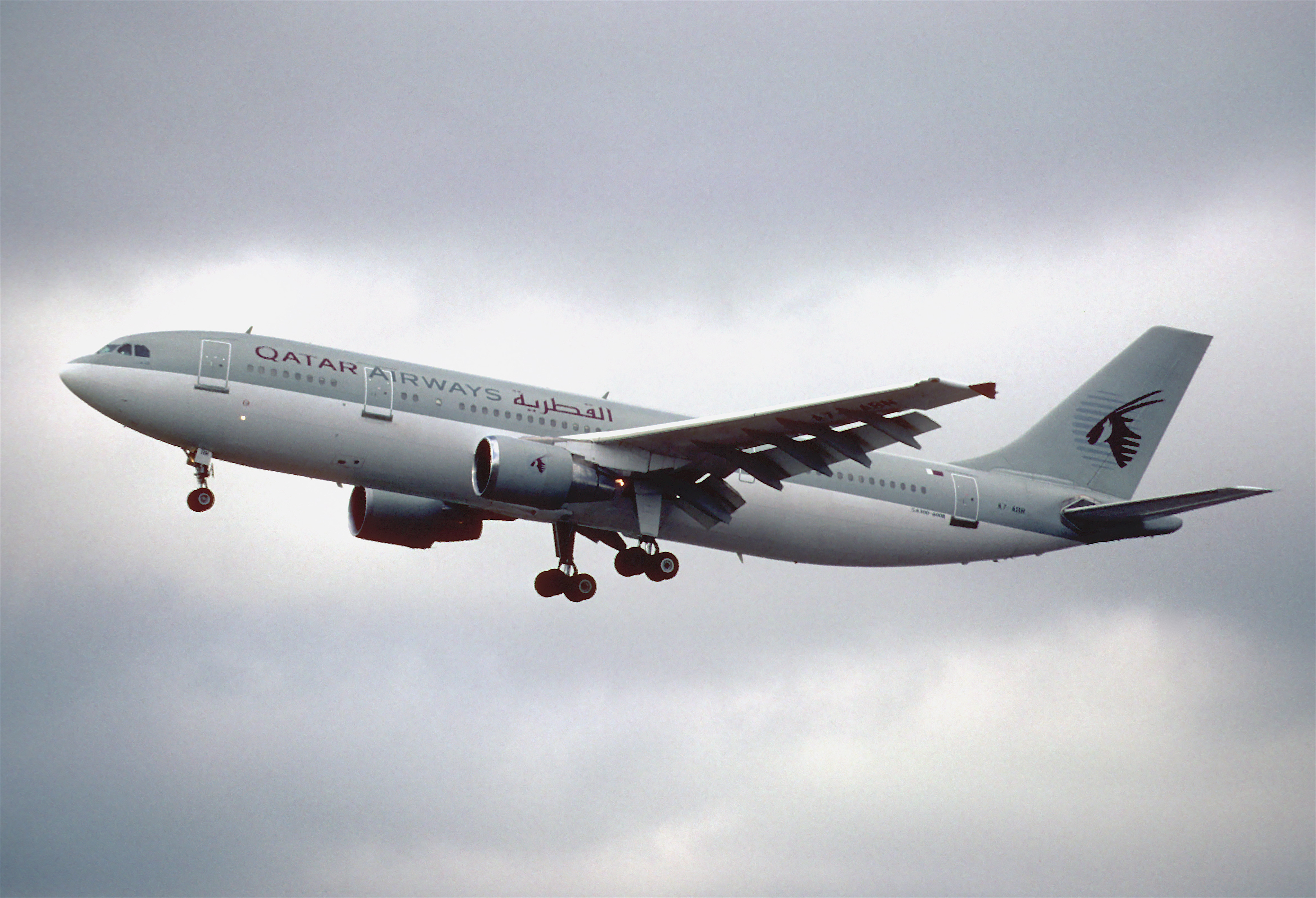
エアバスA300-600R/RF
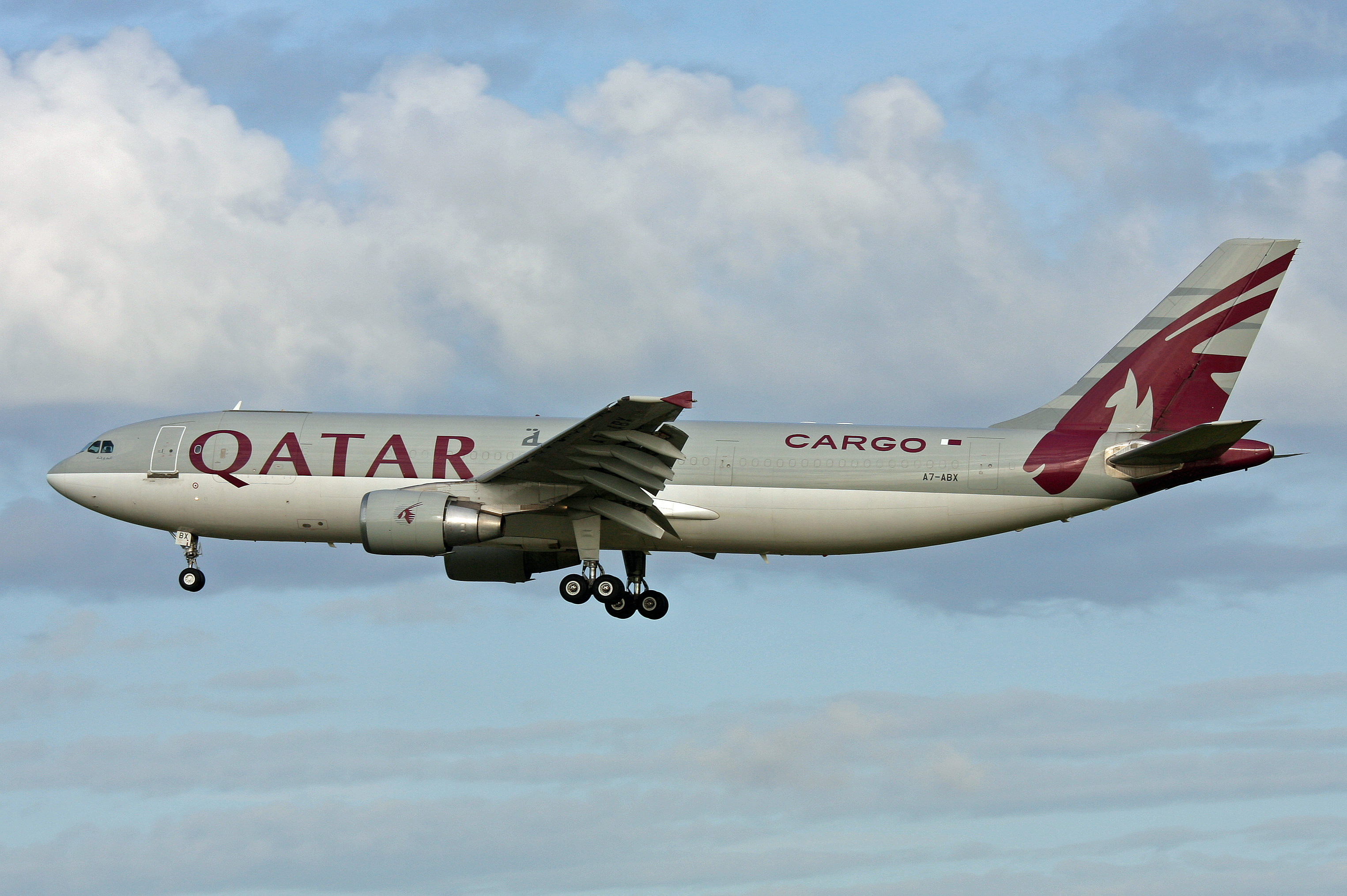
エアバスA310-200
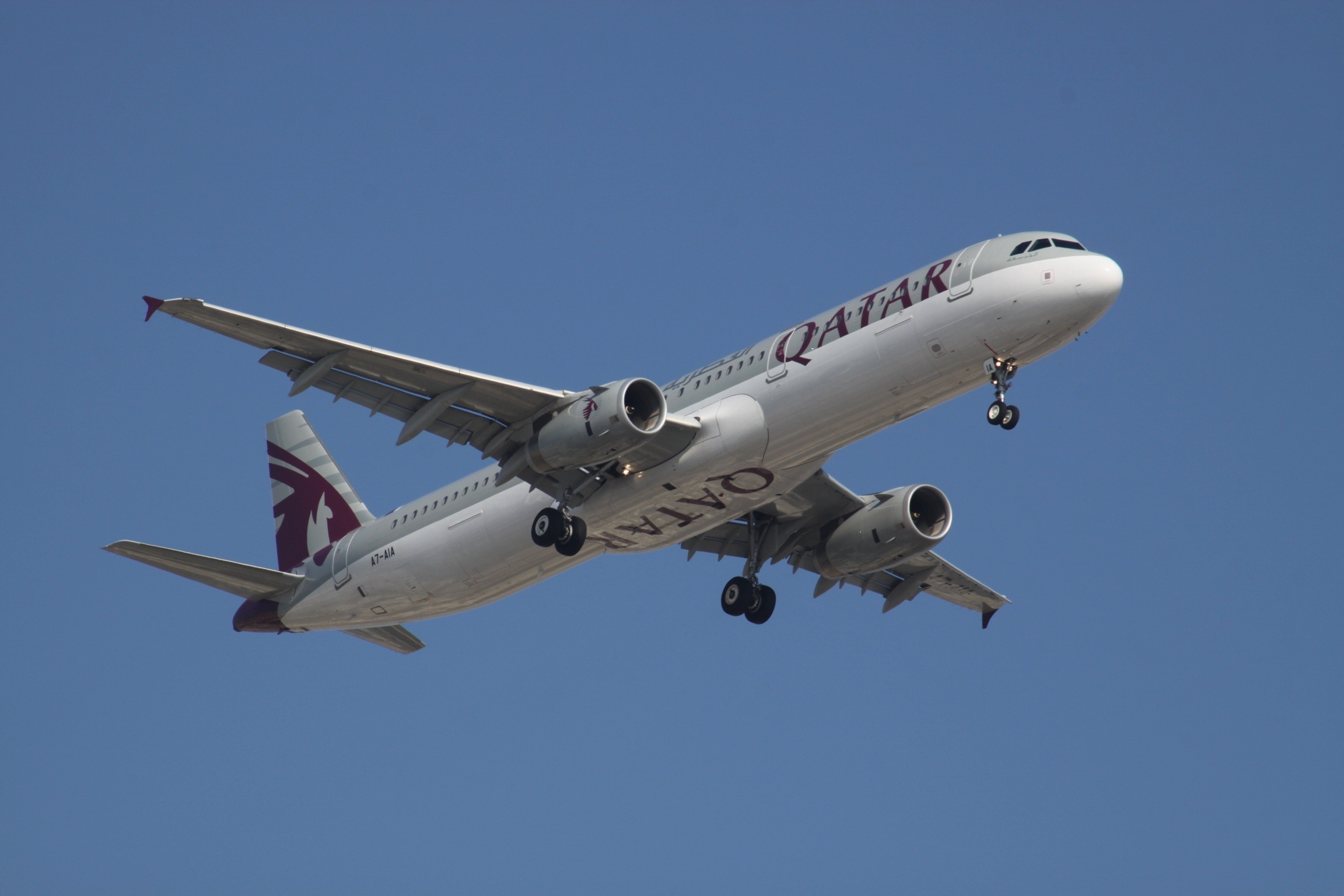
エアバスA319-100
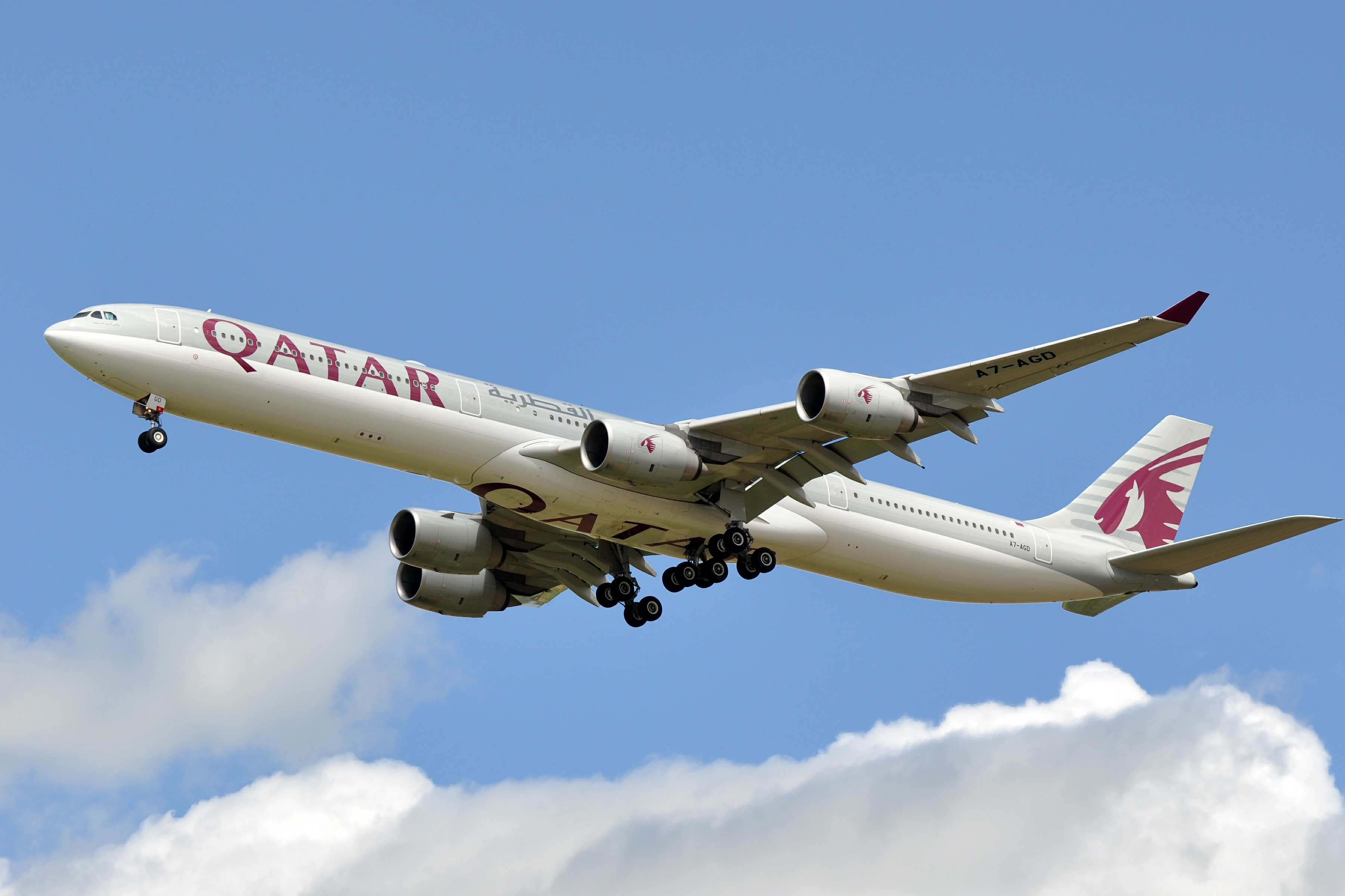
エアバスA321-200
- エアバスA330-200F
- エアバスA340-600
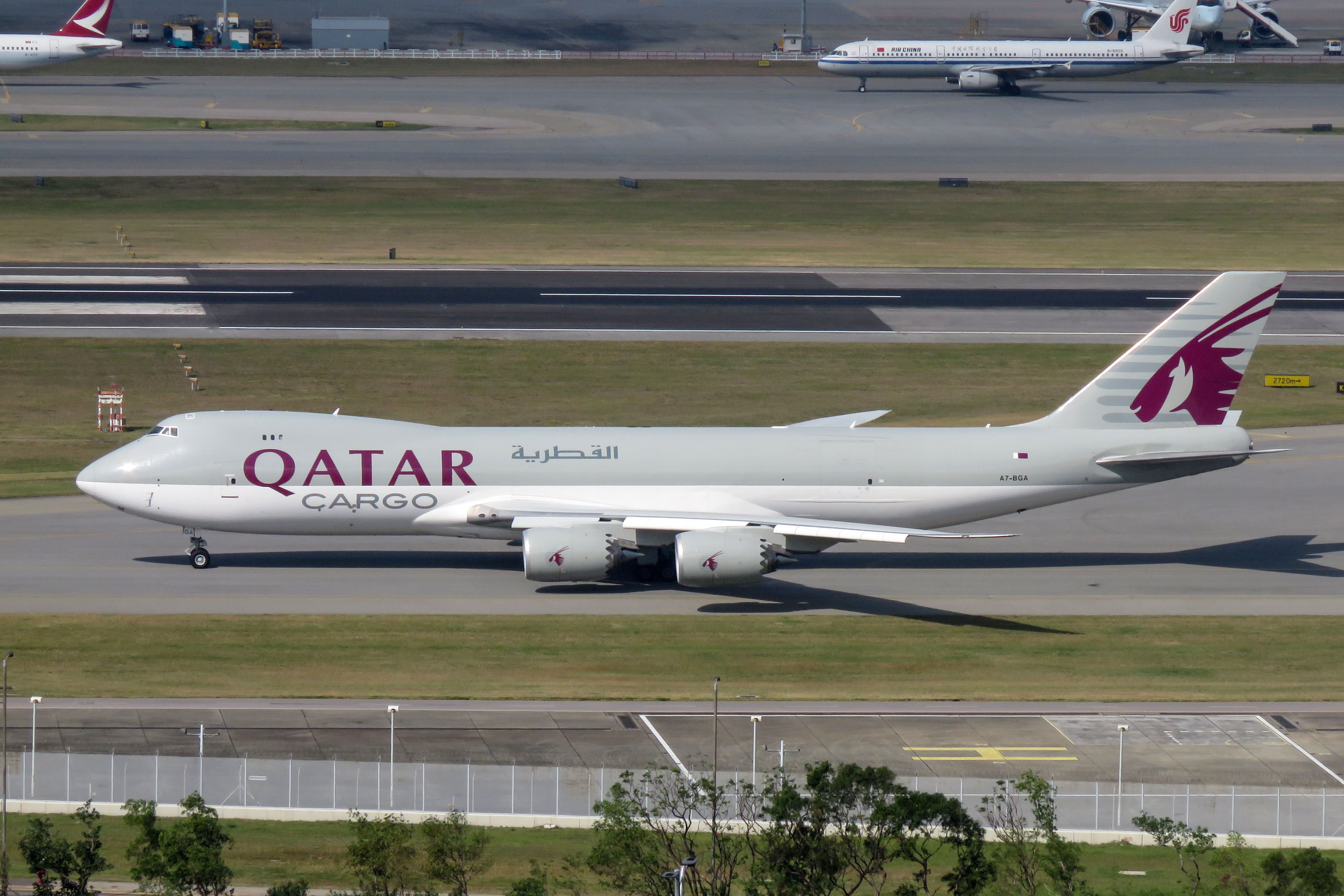
ボーイング727-200Adv
- ボーイング737-200
- ボーイング747SR
- ボーイング747-SP
- ボーイング747-8F
- ボーイング757-200
- ボーイング767-200ER

- エアバスA300-600R
- エアバスA300-600RF
- エアバスA321-200
- エアバスA340-600
- ボーイング747-8F

## 就航都市
| カタール航空 就航都市 (2019年4月現在) | カタール航空 就航都市 (2019年4月現在) | カタール航空 就航都市 (2019年4月現在)                  | カタール航空 就航都市 (2019年4月現在)   | カタール航空 就航都市 (2019年4月現在) |
| ------------------------------------- | ------------------------------------- | ------------------------------------------------------ | --------------------------------------- | ------------------------------------- |
| 国                                    | 都市                                  | 空港                                                   | 備考                                    |                                       |
| 西アジア                              |                                       |                                                        |                                         |                                       |
| カタール                              | ドーハ                                | ハマド国際空港                                         | ハブ空港                                |                                       |
| バーレーン                            | マナーマ                              | バーレーン国際空港                                     |                                         |                                       |
| イラク                                | バグダード                            | バグダード国際空港                                     |                                         |                                       |
| イラク                                | バスラ                                | バスラ国際空港                                         |                                         |                                       |
| イラク                                | アルビール                            | アルビール国際空港                                     |                                         |                                       |
| イラク                                | ナジャフ                              | en:Al Najaf International Airport                      |                                         |                                       |
| イラク                                | スレイマニヤ                          | en:Sulaimaniyah International Airport                  |                                         |                                       |
| イラン                                | テヘラン                              | エマーム・ホメイニー国際空港                           |                                         |                                       |
| イラン                                | マシュハド                            | マシュハド国際空港                                     |                                         |                                       |
| イラン                                | シーラーズ                            | シーラーズ国際空港                                     |                                         |                                       |
| ヨルダン                              | アンマン                              | クィーンアリア国際空港                                 |                                         |                                       |
| クウェート                            | クウェート                            | クウェート国際空港                                     |                                         |                                       |
| レバノン                              | ベイルート                            | ベイルート国際空港                                     |                                         |                                       |
| アラブ首長国連邦                      | ドバイ                                | ドバイ国際空港                                         |                                         |                                       |
| アラブ首長国連邦                      | ドバイ                                | アール・マクトゥーム国際空港                           |                                         |                                       |
| アラブ首長国連邦                      | アブダビ                              | アブダビ国際空港                                       |                                         |                                       |
| アラブ首長国連邦                      | シャールジャ                          | シャールジャ国際空港                                   |                                         |                                       |
| オマーン                              | マスカット                            | マスカット国際空港                                     |                                         |                                       |
| オマーン                              | サラーラ                              | サラーラ空港                                           |                                         |                                       |
| オマーン                              | ソハール                              | en:Sohar Airport                                       | [ 62 ]                                  |                                       |
| サウジアラビア                        | ダンマーム                            | キング・ファハド国際空港                               |                                         |                                       |
| サウジアラビア                        | ジッダ                                | キング・アブドゥルアズィーズ国際空港                   |                                         |                                       |
| サウジアラビア                        | リヤド                                | キング・ハーリド国際空港                               |                                         |                                       |
| サウジアラビア                        | マディーナ                            | en:Pince Mohammad Bin Abdulaziz Airport                |                                         |                                       |
| サウジアラビア                        | アブハー                              | en:Abha Regional Airport                               |                                         |                                       |
| サウジアラビア                        | ターイフ                              | en:Ta'if Regional Airport                              |                                         |                                       |
| サウジアラビア                        | タブーク                              | en:Tabuk Airport                                       |                                         |                                       |
| サウジアラビア                        | ヤンブー                              | en:Yanbu Domestic Airport                              |                                         |                                       |
| シリア                                | ダマスカス                            | ダマスカス国際空港                                     |                                         |                                       |
| シリア                                | アレッポ                              | アレッポ国際空港                                       | 2025年8月10日より運航再開予定           |                                       |
| イエメン                              | サナア                                | サヌア国際空港                                         |                                         |                                       |
| アゼルバイジャン                      | バクー                                | ヘイダル・アリエフ国際空港                             |                                         |                                       |
| ジョージア                            | トビリシ                              | トビリシ国際空港                                       |                                         |                                       |
| キプロス                              | ラルナカ                              | ラルナカ国際空港                                       |                                         |                                       |
| 北アフリカ                            |                                       |                                                        |                                         |                                       |
| アルジェリア                          | アルジェ                              | ウアリ・ブーメディアン空港                             |                                         |                                       |
| エジプト                              | カイロ                                | カイロ国際空港                                         |                                         |                                       |
| エジプト                              | ルクソール                            | ルクソール国際空港                                     |                                         |                                       |
| エジプト                              | アレクサンドリア                      |                                                        |                                         |                                       |
| リビア                                | トリポリ                              | トリポリ国際空港                                       |                                         |                                       |
| リビア                                | ベンガジ                              | ベニナ空港                                             |                                         |                                       |
| モロッコ                              | カサブランカ                          | ムハンマド5世国際空港                                  |                                         |                                       |
| モロッコ                              | マラケシュ                            | マラケシュ・メナラ空港                                 | [ 64 ] [ 65 ]                           |                                       |
| モロッコ                              | ラバト                                | ラバト＝サレ空港                                       | マラケシュ経由                          |                                       |
| スーダン                              | ハルツーム                            | ハルツーム国際空港                                     |                                         |                                       |
| チュニジア                            | チュニス                              | カルタゴ国際空港                                       |                                         |                                       |
| エチオピア                            | アディスアベバ                        | ボレ国際空港                                           |                                         |                                       |
| エリトリア                            | アスマラ                              | アスマラ国際空港                                       |                                         |                                       |
| ジブチ                                | ジブチ                                | ジブチ国際空港                                         |                                         |                                       |
| ソマリア                              | モガディシュ                          | アデン・アッデ国際空港                                 |                                         |                                       |
| 東アフリカ                            |                                       |                                                        |                                         |                                       |
| ケニア                                | ナイロビ                              | ジョモ・ケニヤッタ国際空港                             |                                         |                                       |
| ケニア                                | モンバサ                              | モイ国際空港                                           | [ 67 ]                                  |                                       |
| セーシェル                            | マヘ島                                | セーシェル国際空港                                     | 2016年12月12日から運航再開              |                                       |
| タンザニア                            | ダルエスサラーム                      | ダルエスサラーム国際空港                               |                                         |                                       |
| タンザニア                            | ザンジバル                            | アベイド・アマニ・カルメ国際空港                       |                                         |                                       |
| タンザニア                            | キリマンジャロ                        | キリマンジャロ国際空港                                 |                                         |                                       |
| ウガンダ                              | エンテベ                              | エンテベ国際空港                                       |                                         |                                       |
| モザンビーク                          | マプト                                | マプト国際空港                                         |                                         |                                       |
| ルワンダ                              | キガリ                                | キガリ国際空港                                         |                                         |                                       |
| ザンビア                              | ルサカ                                | ルサカ国際空港                                         | 2017年夏スケジュール以降に就航予定      |                                       |
|                                       |                                       |                                                        |                                         |                                       |
| 西アフリカ                            |                                       |                                                        |                                         |                                       |
| ナイジェリア                          | ラゴス                                | ムルタラ・モハンマド国際空港                           |                                         |                                       |
| ナイジェリア                          | アブジャ                              | ンナムディ・アジキウェ国際空港                         |                                         |                                       |
| ナイジェリア                          | ポートハーコート                      | ポートハーコート国際空港                               |                                         |                                       |
| ナイジェリア                          | カノ                                  | カノ国際空港                                           |                                         |                                       |
| ガーナ                                | アクラ                                | コトカ国際空港                                         | 2020年4月15日より就航予定               |                                       |
| カメルーン                            | ドゥアラ                              | ドゥアラ国際空港                                       | 2017年夏スケジュール以降に就航予定      |                                       |
| ガボン                                | リーブルヴィル                        | リーブルヴィル国際空港                                 | 2017年夏スケジュール以降に就航予定      |                                       |
| コートジボワール                      | アビジャン                            | フェリックス・ウフェ＝ボワニ国際空港                   | アクラ経由                              |                                       |
| 中部アフリカ                          |                                       |                                                        |                                         |                                       |
| アンゴラ                              | ルアンダ                              | クアトロ・デ・フェベレイロ空港                         | 2020年10月14日より就航予定              |                                       |
| 南アフリカ                            |                                       |                                                        |                                         |                                       |
| 南アフリカ共和国                      | ヨハネスブルグ                        | ヨハネスブルグ国際空港                                 |                                         |                                       |
| 南アフリカ共和国                      | ケープタウン                          | ケープタウン国際空港                                   |                                         |                                       |
| 南アフリカ共和国                      | ダーバン                              | キング・シャカ国際空港                                 |                                         |                                       |
| ナミビア                              | ウィンドフック                        | ウィンドフック・ホセア・クタコ国際空港                 | [ 71 ]                                  |                                       |
| ボツワナ                              | ハボローネ                            | セレツェカーマ国際空港                                 | ヨハネスブルグ経由                      |                                       |
| 東アジア                              |                                       |                                                        |                                         |                                       |
| 中国                                  | 北京                                  | 北京首都国際空港                                       |                                         |                                       |
| 中国                                  | 上海                                  | 上海浦東国際空港                                       |                                         |                                       |
| 中国                                  | 広州                                  | 広州白雲国際空港                                       |                                         |                                       |
| 中国                                  | 重慶                                  | 重慶江北国際空港                                       |                                         |                                       |
| 中国                                  | 成都                                  | 成都双流国際空港                                       | [ 73 ] [ 74 ]                           |                                       |
| 中国                                  | 杭州                                  | 杭州蕭山国際空港                                       |                                         |                                       |
| 香港                                  | 香港                                  | 香港国際空港                                           |                                         |                                       |
| 日本                                  | 東京                                  | 成田国際空港                                           |                                         |                                       |
| 日本                                  | 大阪                                  | 関西国際空港                                           |                                         |                                       |
| 日本                                  | 名古屋                                | 中部国際空港                                           | 貨物便のみ                              |                                       |
| 韓国                                  | ソウル                                | 仁川国際空港                                           |                                         |                                       |
| 東南アジア                            |                                       |                                                        |                                         |                                       |
| インドネシア                          | ジャカルタ                            | スカルノハッタ国際空港                                 |                                         |                                       |
| インドネシア                          | バリ島                                | デンパサール国際空港                                   |                                         |                                       |
| インドネシア                          | メダン                                | クアラナム国際空港                                     | 2017/2018年スケジュールから就航予定     |                                       |
| マレーシア                            | クアラルンプール                      | クアラルンプール国際空港                               |                                         |                                       |
| マレーシア                            | ペナン                                | ペナン国際空港                                         | [ 76 ]                                  |                                       |
| マレーシア                            | ランカウイ                            | ランカウイ国際空港                                     | 2018/2019年スケジュールから就航予定     |                                       |
| ミャンマー                            | ヤンゴン                              | ヤンゴン国際空港                                       |                                         |                                       |
| タイ                                  | バンコク                              | スワンナプーム国際空港                                 |                                         |                                       |
| タイ                                  | プーケット                            | プーケット国際空港                                     |                                         |                                       |
| タイ                                  | クラビ                                | クラビ空港                                             | [ 78 ]                                  |                                       |
| タイ                                  | チェンマイ                            | チェンマイ国際空港                                     | [ 79 ]                                  |                                       |
| ベトナム                              | ハノイ                                | ノイバイ国際空港                                       |                                         |                                       |
| ベトナム                              | ホーチミンシティ                      | タンソンニャット国際空港                               |                                         |                                       |
| ベトナム                              | ダナン                                | ダナン国際空港                                         | [ 80 ]                                  |                                       |
| カンボジア                            | プノンペン                            | プノンペン国際空港                                     | ホーチミンシティ経由                    |                                       |
| シンガポール                          | シンガポール                          | シンガポール・チャンギ国際空港                         |                                         |                                       |
| フィリピン                            | マニラ                                | ニノイ・アキノ国際空港                                 |                                         |                                       |
| フィリピン                            | マニラ                                | クラーク国際空港                                       | [ 81 ]                                  |                                       |
| フィリピン                            | セブ                                  | マクタン・セブ国際空港                                 | 2020年4月8日より就航予定                |                                       |
| フィリピン                            | ダバオ                                | ダバオ国際空港                                         | クラーク経由                            |                                       |
| 南アジア                              |                                       |                                                        |                                         |                                       |
| バングラデシュ                        | ダッカ                                | シャージャラル国際空港                                 |                                         |                                       |
| インド                                | アフマダーバード                      | アフマダーバード空港                                   |                                         |                                       |
| インド                                | アムリトサル                          | アムリトサル国際空港                                   |                                         |                                       |
| インド                                | チェンナイ                            | チェンナイ国際空港                                     |                                         |                                       |
| インド                                | デリー                                | インディラ・ガンディー国際空港                         |                                         |                                       |
| インド                                | ゴア州                                | ダボリム空港                                           |                                         |                                       |
| インド                                | ハイデラバード                        | ラジーヴ・ガンディー国際空港                           |                                         |                                       |
| インド                                | コーチ                                | コーチン国際空港                                       |                                         |                                       |
| インド                                | コーリコード                          | カリカット国際空港                                     |                                         |                                       |
| インド                                | ムンバイ                              | チャットラパティー・シヴァージー国際空港               |                                         |                                       |
| インド                                | ティルヴァナンタプラム                | トリヴァンドラム国際空港                               |                                         |                                       |
| インド                                | ベンガルール                          | ベンガルール国際空港                                   |                                         |                                       |
| インド                                | コルカタ                              | ネタジ・スバス・チャンドラ・ボース国際空港             |                                         |                                       |
| インド                                | ナーグプル                            | ナーグプル国際空港                                     | 2015年12月1日から運航再開               |                                       |
| モルディブ                            | マレ                                  | イブラヒム・ナシル国際空港                             |                                         |                                       |
| ネパール                              | カトマンズ                            | トリブバン国際空港                                     |                                         |                                       |
| パキスタン                            | イスラマバード                        | イスラマバード国際空港                                 |                                         |                                       |
| パキスタン                            | カラチ                                | ジンナー国際空港                                       |                                         |                                       |
| パキスタン                            | ラホール                              | ラホール国際空港                                       |                                         |                                       |
| パキスタン                            | ペシャーワル                          | ペシャワル国際空港                                     |                                         |                                       |
| パキスタン                            | スィアールコート                      | スィアールコート国際空港                               |                                         |                                       |
| スリランカ                            | コロンボ                              | バンダラナイケ国際空港                                 |                                         |                                       |
| 中央アジア                            |                                       |                                                        |                                         |                                       |
| カザフスタン                          | アスタナ                              | ヌルスルタン・ナザルバエフ国際空港                     | 2020年3月30日から就航予定               |                                       |
| カザフスタン                          | アルマトイ                            | アルマトイ国際空港                                     | 2020年4月1日から就航予定                |                                       |
| ヨーロッパ                            |                                       |                                                        |                                         |                                       |
| オーストリア                          | ウィーン                              | ウィーン国際空港                                       |                                         |                                       |
| フランス                              | パリ                                  | シャルル・ド・ゴール国際空港                           |                                         |                                       |
| フランス                              | ニース                                | コート・ダジュール空港                                 | 2017年7月4日から運航再開                |                                       |
| フランス                              | リヨン                                | リヨン・サン＝テグジュペリ国際空港                     | 2020年6月23日から就航予定               |                                       |
| ドイツ                                | ベルリン                              | ベルリン・テーゲル空港                                 |                                         |                                       |
| ドイツ                                | フランクフルト                        | フランクフルト空港                                     |                                         |                                       |
| ドイツ                                | ミュンヘン                            | ミュンヘン国際空港                                     |                                         |                                       |
| ドイツ                                | シュトゥットガルト                    | シュトゥットガルト空港                                 |                                         |                                       |
| ベルギー                              | ブリュッセル                          | ブリュッセル国際空港                                   |                                         |                                       |
| ギリシャ                              | アテネ                                | アテネ国際空港                                         |                                         |                                       |
| ギリシャ                              | テッサロニキ                          | テッサロニキ・マケドニア国際空港                       | [ 85 ]                                  |                                       |
| ギリシャ                              | ミコノス島                            | ミコノス島空港                                         | 季節運航便                              |                                       |
| ギリシャ                              | サントリーニ島                        | en:Santorini International Airport                     | 季節運航便 2020年5月20日より運航開始    |                                       |
| イタリア                              | ミラノ                                | ミラノ・マルペンサ国際空港                             |                                         |                                       |
| イタリア                              | ローマ                                | レオナルド・ダ・ヴィンチ国際空港                       |                                         |                                       |
| イタリア                              | ヴェネツィア                          | ヴェネツィア・テッセラ空港                             |                                         |                                       |
| イタリア                              | ピサ                                  | ガリレオ・ガリレイ空港                                 | [ 89 ]                                  |                                       |
| マルタ                                | マルタ                                | マルタ国際空港                                         | [ 90 ]                                  |                                       |
| オランダ                              | アムステルダム                        | アムステルダム・スキポール空港                         |                                         |                                       |
| ルクセンブルク                        | ルクセンブルク市                      | ルクセンブルク＝フィンデル空港                         | 2018/2019年スケジュールから就航予定     |                                       |
| ノルウェー                            | オスロ                                | オスロ空港                                             |                                         |                                       |
| ロシア                                | モスクワ                              | ドモジェドヴォ空港                                     |                                         |                                       |
| ロシア                                | サンクトペテルブルク                  | プルコヴォ空港                                         | [ 91 ]                                  |                                       |
| ウクライナ                            | キエフ                                | ボルィースピリ国際空港                                 | [ 92 ]                                  |                                       |
| スペイン                              | マドリード                            | アドルフォ・スアレス・マドリード＝バラハス空港         |                                         |                                       |
| スペイン                              | バルセロナ                            | バルセロナ・エル・プラット国際空港                     |                                         |                                       |
| スペイン                              | マラガ                                | マラガ＝コスタ・デル・ソル空港                         | 季節運航便                              |                                       |
| ポルトガル                            | リスボン                              | ポルテラ空港                                           | [ 93 ]                                  |                                       |
| スイス                                | チューリッヒ                          | チューリッヒ空港                                       |                                         |                                       |
| スイス                                | ジュネーヴ                            | ジュネーヴ・コアントラン国際空港                       |                                         |                                       |
| デンマーク                            | コペンハーゲン                        | コペンハーゲン国際空港                                 |                                         |                                       |
| スウェーデン                          | ストックホルム                        | ストックホルム・アーランダ空港                         |                                         |                                       |
| フィンランド                          | ヘルシンキ                            | ヘルシンキ・ヴァンター国際空港                         | [ 94 ]                                  |                                       |
| セルビア                              | ベオグラード                          | ベオグラード・ニコラ・テスラ空港                       |                                         |                                       |
| ハンガリー                            | ブダペスト                            | フェレンツ・リスト国際空港                             |                                         |                                       |
| チェコ                                | プラハ                                | ルズィニエ国際空港                                     | [ 95 ]                                  |                                       |
| ルーマニア                            | ブカレスト                            | アンリ・コアンダ国際空港                               |                                         |                                       |
| トルコ                                | イスタンブール                        | アタテュルク国際空港                                   |                                         |                                       |
| トルコ                                | イスタンブール                        | サビハ・ギョクチェン国際空港                           |                                         |                                       |
| トルコ                                | アンカラ                              | エセンボーア国際空港                                   |                                         |                                       |
| トルコ                                | アダナ                                | en:Adana Şakirpaşa Airport                             | [ 96 ]                                  |                                       |
| トルコ                                | ボドルム                              | en:Milas-Bodrum Airport                                | 季節運航便                              |                                       |
| トルコ                                | アンタルヤ                            | アンタルヤ空港                                         | 季節運航便                              |                                       |
| トルコ                                | アンタキヤ・ハタイ                    | en:Hatay Airport                                       | [ 98 ]                                  |                                       |
| トルコ                                | トラブゾン                            | en:Trabzon Airport                                     | 2020年5月20日から就航予定               |                                       |
| ブルガリア                            | ソフィア                              | ソフィア空港                                           |                                         |                                       |
| ポーランド                            | ワルシャワ                            | ワルシャワ・ショパン空港                               |                                         |                                       |
| クロアチア                            | ザグレブ                              | ザグレブ国際空港                                       |                                         |                                       |
| クロアチア                            | ドゥブロヴニク                        | en:Dubrovnik Airport                                   | 季節運航便 2020年4月20日より運航開始    |                                       |
| ボスニア・ヘルツェゴビナ              | サラエボ                              | サラエボ国際空港                                       | [ 99 ]                                  |                                       |
| 北マケドニア                          | スコピエ                              | スコピエ空港                                           | [ 100 ]                                 |                                       |
| エストニア                            | タリン                                | タリン空港                                             | 2018/2019年スケジュールから就航予定     |                                       |
| イギリス                              | ロンドン                              | ロンドン・ヒースロー空港                               |                                         |                                       |
| イギリス                              | ロンドン                              | ロンドン・ガトウィック空港                             | [ 101 ]                                 |                                       |
| イギリス                              | マンチェスター                        | マンチェスター国際空港                                 |                                         |                                       |
| イギリス                              | エディンバラ                          | エディンバラ空港                                       |                                         |                                       |
| イギリス                              | カーディフ                            | カーディフ空港                                         | [ 102 ]                                 |                                       |
| アイルランド                          | ダブリン                              | ダブリン空港                                           | [ 103 ]                                 |                                       |
| オセアニア                            |                                       |                                                        |                                         |                                       |
| オーストラリア                        | メルボルン                            | メルボルン国際空港                                     |                                         |                                       |
| オーストラリア                        | パース                                | パース空港                                             |                                         |                                       |
| オーストラリア                        | シドニー                              | シドニー国際空港                                       | [ 104 ]                                 |                                       |
| オーストラリア                        | アデレード                            | アデレード空港                                         | [ 105 ]                                 |                                       |
| オーストラリア                        | キャンベラ                            | キャンベラ国際空港                                     | シドニー経由                            |                                       |
| ニュージーランド                      | オークランド                          | オークランド国際空港                                   | [ 107 ]                                 |                                       |
| 北アメリカ                            |                                       |                                                        |                                         |                                       |
| アメリカ合衆国                        | ダラス                                | ダラス・フォートワース国際空港                         |                                         |                                       |
| アメリカ合衆国                        | ニューヨーク                          | ジョン・F・ケネディ国際空港                            |                                         |                                       |
| アメリカ合衆国                        | ヒューストン                          | ジョージ・ブッシュ・インターコンチネンタル空港         |                                         |                                       |
| アメリカ合衆国                        | シカゴ                                | シカゴ・オヘア国際空港                                 |                                         |                                       |
| アメリカ合衆国                        | ワシントンD.C.                        | ワシントン・ダレス国際空港                             |                                         |                                       |
| アメリカ合衆国                        | マイアミ                              | マイアミ国際空港                                       |                                         |                                       |
| アメリカ合衆国                        | フィラデルフィア                      | フィラデルフィア国際空港                               | [ 108 ]                                 |                                       |
| アメリカ合衆国                        | ロサンゼルス                          | ロサンゼルス国際空港                                   | [ 109 ]                                 |                                       |
| アメリカ合衆国                        | ボストン                              | ジェネラル・エドワード・ローレンス・ローガン国際空港   | [ 110 ]                                 |                                       |
| アメリカ合衆国                        | アトランタ                            | ハーツフィールド・ジャクソン・アトランタ国際空港       | [ 111 ]                                 |                                       |
| アメリカ合衆国                        | ラスベガス                            | マッカラン国際空港                                     | 2017/2018年スケジュールから就航予定     |                                       |
| カナダ                                | モントリオール                        | モントリオール・ピエール・エリオット・トルドー国際空港 |                                         |                                       |
| 南アメリカ                            |                                       |                                                        |                                         |                                       |
| ブラジル                              | サンパウロ                            | グアルーリョス国際空港                                 |                                         |                                       |
| ブラジル                              | リオデジャネイロ                      | アントニオ・カルロス・ジョビン国際空港                 | 2017/2018年スケジュールから就航予定     |                                       |
| アルゼンチン                          | ブエノスアイレス                      | エセイサ国際空港                                       |                                         |                                       |
| チリ                                  | サンティアゴ・デ・チレ                | アルトゥーロ・メリノ・ベニテス国際空港                 | 2017/2018年スケジュールから就航予定     |                                       |
| 休止・廃止路線                        |                                       |                                                        |                                         |                                       |
| マレーシア                            | ジョホール・バル                      | スナイ国際空港                                         | カーゴ                                  |                                       |
| タイ                                  | ウタパオ                              | ウタパオ国際空港                                       | [ 112 ]                                 |                                       |
| スペイン                              | サラゴサ                              | サラゴサ空港                                           | カーゴ                                  |                                       |
| ルクセンブルク                        | ルクセンブルク市                      | ルクセンブルク＝フィンデル空港                         | 2018/2019年スケジュールから運航再開予定 |                                       |
| アメリカ合衆国                        | ニューヨーク                          | ニューアーク・リバティー国際空港                       |                                         |                                       |
| 日本                                  | 東京                                  | 東京国際空港                                           | 2024年4月1日をもって運休                |                                       |

## 日本との関係

### 運航便
2025年3月現在。機材などは変更となる可能性があるので、詳細は公式ホームページを参照。
| 便名      | 路線          | 路線      | 機材                                                           | ※コードシェア |
| --------- | ------------- | --------- | -------------------------------------------------------------- | ------------- |
| QR806/807 | ドーハ/ハマド | 東京/成田 | ボーイング777-300ER                                            | JL、LA        |
| QR808/809 | ドーハ/ハマド | 東京/成田 | - エアバスA350-900 - ボーイング777-200LR - ボーイング777-300ER | JL、LA        |
| QR802/803 | ドーハ/ハマド | 大阪/関西 | - エアバスA350-900 - エアバスA350-1000                         | JL、LA        |

※コードシェア
- JL→日本航空
- LA→LATAMチリ

### 歴史
- 2005年3月31日、ドーハ - 大阪/関西線就航。
- 2010年4月25日、ドーハ - 東京/成田線就航。当初は関西国際空港経由で運航していたが、2012年10月28日より直行便化された[113]。
- 2014年6月18日、ドーハ - 東京/羽田線就航[114][115]。
- 2016年1月12日、ドーハ - 関西線を週7便から週5便に減便[116]、同年3月31日、ドーハ - 関西線を運休[117]。
- 2020年4月6日よりドーハ - 関西線を運航再開予定[118]であったが、新型コロナウイルス感染症の拡大を受け、2020年6月15日まで就航が延期された[119]。
- 日本航空の東京/羽田～ドーハ線の開設に伴い、2024年夏スケジュールから羽田-ドーハ線を運休[120]。なお、日本航空の便にはコードシェアを行う。

## サービス

### 機内サービス

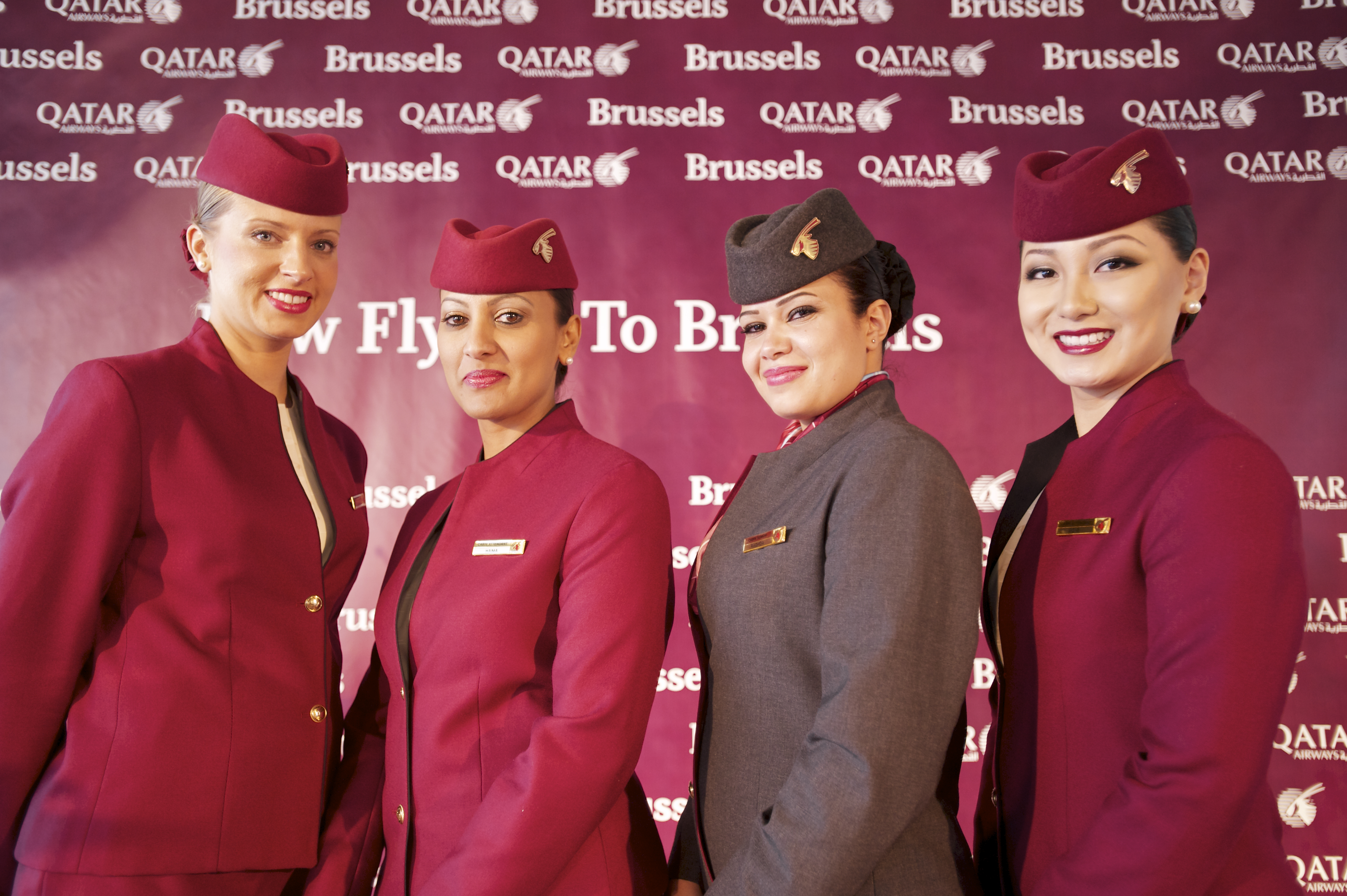
カタール航空の客室乗務員

カタール航空の機内サービスの評価は国際的にも非常に高く、イギリスのスカイトラックス社による「5つ星航空会社」に認定されている。2007年にファーストクラス「世界第1位」の称号を受賞。中東地域におけるベストキャビンクルーの称号については6年連続獲得している（2008年現在）。さらに、「エアライン・オブ・ザ・イヤー」賞では、2011年、2012年、2015年、2017年と4回１位を獲得しており、キャセイパシフィック航空、シンガポール航空、エミレーツ航空などと共に高い評価を受けている。また、保有機就航年数も平均約4年と世界の中で最も新しい飛行機を所有・運航しており、設立以来1度も重大事故起こしていないことから安全性も高いと言える。
座席構成は、エアバスA380とエアバスA330（※-200、-300の一部）がファーストクラス・ビジネスクラス・エコノミークラスの3クラス、その他の機材はビジネスクラスとエコノミークラスの2クラスで運航されている。

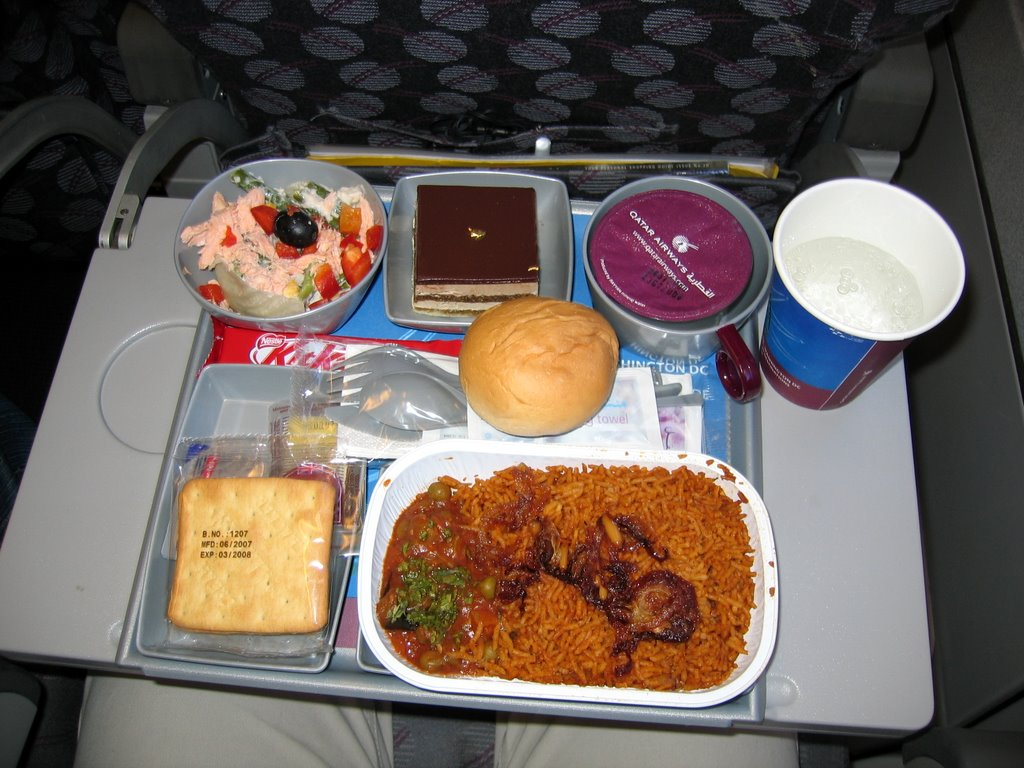
カタール航空の機内食

機内食は豚肉を使わないムスリム食。日本路線においては、和食、ウエスタン、アラビア料理の3つのチョイスがある。事前予約が必要な特別食も充実している。また、エコノミークラスにおいてもビール、ワイン、ウイスキー、ウォッカ、ブランデーなど多様なスピリッツが無料で提供されている。
客室乗務員は世界100カ国以上出身の多国籍で構成されており、日本路線には日本語話者も常時2～3人程度乗務している。また、日本就航以前から日本人客室乗務員を採用しており、日本路線のみならず就航している全路線に乗務している。

### 地上サービス
ハマド国際空港にて、ビジネスクラス、ファーストクラスの乗客には、アル・ムルジャン ビジネスラウンジにて、食事やシャワーのサービスを提供している。
乗り継ぎ時間が5時間から12時間ある乗客には、無料の市内観光ツアーが実施されている。乗り継ぎ時間が8時間を超える乗客には、ホテルを提供している。
ドーハ国際空港を利用していた当時は、世界初となる、ファースト・ビジネスクラス専用「プレミアム・ターミナル」を2006年にドーハ国際空港に開設していた。スパ、サウナ、ジャグジ、マッサージ、仮眠室や、最先端の会議室、ビジネス施設、保育所、ビデオゲームルーム、レストラン、デューティーフリー・ショップなども設けられている。また、ドーハ国際空港にてヨーロッパ路線に乗り継ぐファーストクラス利用者には「プレミアムターミナル」から搭乗機まで、BMW・7シリーズでの送迎をしていた。

### マイレージサービス
カタール航空のマイレージサービス「プリヴィレッジクラブ」は、ワンワールド加盟航空会社でコードシェア便を運航している日本航空やアメリカン航空、ブリティッシュ・エアウェイズなどのほか、以下の会社とも相互協定を結んでいる。
- アシアナ航空
- ヴァージン・アトランティック航空
- ゴル航空
- ミドル・イースト航空
- ルフトハンザドイツ航空

## 受賞歴
- 中東ベストキャビンクルー7年連続受賞(2009年時点)
- ファーストクラス世界第1位(2007年)
- 中東ベストエアライン(2009年)
- ベストエコノミークラス(2009年)
- Skytrax エアライン・オブ・ザ・イヤー[125](2015年)

その他、エアライン・オブ・ザ・イヤーにも毎年、上位にランクインしている。
アメリカのフライトスタッツ社の調べによると、定時到着率は83.64%と高い。

## その他
- 垂直尾翼に描かれている同社のシンボルマークは、アラビアオリックスである。機内誌は『oryx』。
- 2017年8月9日より、カタール国政府が査証無しで入国できる制度を開始した。この際に、最低6カ月間の有効期限のあるパスポートと帰路の航空券を提示すると、有効期限内なら何度でもカタールに入国できる複数回有効の査証が無料で発行される。なお本制度は国籍によって異なり、30日間滞在の場合は30日間有効となり、申請をするとさらに30日間の滞在延長ができる[127]。90日間滞在の場合は180日間有効となる[128][129]。

## コードシェア

### ワンワールド加盟航空会社
- ブリティッシュエアウェイズ
- キャセイパシフィック航空
- 日本航空
- マレーシア航空
- ロイヤル・ヨルダン航空
- S7航空（ロシアのウクライナ侵攻により資格停止中）
- アメリカン航空[130]

### その他
- アシアナ航空
- フィリピン航空
- ミドル・イースト航空
- ルフトハンザドイツ航空
- 中国南方航空
- ヴァージン・オーストラリア(カンタス航空による豪州増便妨害を受け出資、豪当局及びカンタス認可により2025年6月から)

## スポンサーシップ
カタール航空は現在、リーグ・アンのパリ・サンジェルマンと2020-21シーズンからスポンサー契約を締結しており、2022-23シーズンからは公式ジャージパートナーとしてユニフォームの全面に「QATAR AIRWAYS」のロゴが掲出されている。他にはドイツ・ブンデスリーガのFCバイエルン・ミュンヘンとプラチナムパートナー契約も締結してる。
2012年11月、カタール航空はFCバルセロナのスポンサーになるとともに商業スポンサーとしては史上初のユニフォーム胸スポンサーとなり、2016年シーズン末で契約満了となった。
過去には2014年10月にサウジアラビアのサッカークラブ、アル・アハリ（Al-Ahli）が推定年間1600万ドル（約17億6000万円）の3年契約を締結していたが、2017年6月に国交断絶が発表されたわずか数時間後に契約を打ち切ると表明した。そのほか2018-19から2020-21シーズンまでイタリア・セリエAのローマとの胸スポンサー契約を、アルゼンチンのボカ・ジュニアーズとのメインスポンサーにも指定されていた。
2017年から国際サッカー連盟（FIFA）パートナーおよびオフィシャルエアラインとなり、当初2022年までの契約を2030年までに更新。また2018年アジア競技大会・UEFA EURO 2020/2024でもオフィシャルエアラインを担当した。
2019年から2022年まで南米サッカー連盟（CONMEBOL）が主催するクラブチームの大会コパ・リベルタドーレス、コパ・スダメリカーナ（レコパ・スダメリカーナも含む）の公式スポンサーを担当。
テニスでは2014年に開催されたインターナショナルプレミアテニスリーグの共同スポンサーとしてコカ・コーラとともに支援していた。
競馬でも、世界最高峰級レースである凱旋門賞のスポンサーを長年にわたり務めている。
2023シーズンよりフォーミュラ1世界選手権のグローバルパートナーに就任したほか、同年12月よりAFCアジアカップ2023を皮切りに、AFCの公式グローバルパートナーに就任。更に2024年にはMotoGPやプレミアパデルの公式エアライン・タイトルパートナーにも就任した。
2024年9月には前述のUEFA EURO 2020/2024の公式スポンサーシップでの成功を機に、UEFAチャンピオンズリーグの公式スポンサー契約を2024/25から2029/30シーズンまでの長期に渡る契約を締結している。